# おちゅーんLIVE!
『おちゅーんLIVE!』（おちゅーんらいぶ）は、2015年5月16日に配信を開始した、YouTube Liveとニコニコ生放送で土曜日の22:00から生配信されているバラエティ番組である。

## 概要
毎回、テレビの企画では成立しないようなサブカルチャーのテーマ（お笑い・オカルト・アイドル・エロなど）を決めて、関係するゲストを招き番組を制作して、ちゅるんカンパニーの大阪スタジオから2媒体同時生配信をしている。
番組開始時はUstreamで配信していたが、2016年10月からYouTube Liveに移行している。
司会は、事故物件住みます芸人の松原タニシ、最初の約2年間（2017年6月 107回配信分まで）は、Bugって花井・ラミーを合わせた3人がレギュラー主演者だった。大阪からの配信番組で松原が司会ということもあり、出演者は松竹芸能所属や関西在住の人物が多く、スタジオの背景イラストには木野下円の作品を使用している。
2018年2月から「ジャンル不問で世界一怖い話をするのは誰かを決める：OKOWA」の企画が始まり、公開イベントを頻繁に開催するようになった。初代王者は三木大雲、タイトルマッチを2回防衛した後、賞レースの大会から引退することを表明してタイトルを返上したことから、2019年5月より新王者を決める大会が予選会から開催されて、同年8月に中山功太が2代目王者となる。
2020年4月から、同じチャンネルで配信していた別番組『いつだってBugってマウス』『ラミズム★』をアーカイブと共に別チャンネルに移動する。
同月、新型コロナウイルス感染拡大により一部地域に緊急事態宣言が公示されたことから、スタジオ内での感染防止対策をとった上で同月13日から5月6日まで毎週月・水・木・日曜日に特別番組『おちゅーんLIVE GO!』を新設して毎日生配信を行う。
同年12月26日、番組開始5周年を記念してアゼリア大正ホールで「おちゅフェス」を行う。
ニコニコ生放送において通常回は「おちゅーん チャンネル」で配信しているが、OKOWAの主要大会は公式生放送で配信されている。

## 出演者
- 松原タニシ
- Bugって花井[注 6]
- ラミー[注 6]

| 準レギュラー（出演回数多数）                                                                                             |
| --- |
| - 竹内義和 - 田中俊行 - ぶっちょカシワギ - 華井二等兵 - にしね・ザ・タイガー - Apsu Shusei - 石野桜子 - プリンセスやすこ |

| 主なゲスト出演者 |
| --- |
| - 木村茂之 - 吉村智樹 - ハクション中西 - 下駄華緒（ぼくたちのいるところ。） - 村田らむ - 三木大雲 - 中山功太 - コヤゴ星人 - 伊藤えん魔 - 原昌和（the band apart） - 大島てる - 住倉カオス - 語り部・匠平 - 池浦さだ夢（男肉 du Soleil） - ハニートラップ梅木 - BBゴロー - ロビン前田（赤犬） - ガリガリガリクソン - 小林幸太郎（チョップリン）（現：コヴァンサン（ザ・プラン9）） - 上里洋志（Half-Life） - ファミコンキッド - 櫻井忍 - 松原美穂 - 八幡愛 - 彩羽真矢 - 西野こうみ - 人生ダメ子（ぼくたちのいるところ。） - ノゾミザカ・EXV - 上下碧 - UNDERHAIRZ - 川奈まり子 - 金原みわ - かのうみなこ - 杉岡みどり - 山口綾子 - 愛＄菩薩 松竹芸能 所属 - 代走みつくに - きのせひかる - 兵頭裕 - 高本剛志（雷ジャクソン） - みわゆうすけ - 湊川圭（現：横山ポンスケ） - 新宅マキ（柴田綾） - 天然もろこし（植山由美子、関根知佳） - 我こそは田中 - ベルサイユ - さとる（どんぐり兄弟） - あらじお（現：横山ポンスケゆうすけ） - 松本美香 - チュンちゃん - 河邑ミク - 風穴あけるズ - 森本サイダー - まっしー（現：ウドンくん（ウドントミカン）） - 三輪善行（なにわプラッチック） - かみじょうたけし - 赤阪侑子（アルミカン） - 賢者クサヤマ（現：草山公汰（たらちね）） |

## 配信内容

### おちゅーんLIVE!
配信時間：毎週土曜日 22:00 から
| 2015年（1回 - 31回）                  | 2015年（1回 - 31回）                                                                                               | 2015年（1回 - 31回）                                                                                   | 2015年（1回 - 31回）                  |
| 司会：松原タニシ、Bugって花井、ラミー | 司会：松原タニシ、Bugって花井、ラミー                                                                              | 司会：松原タニシ、Bugって花井、ラミー                                                                  | 司会：松原タニシ、Bugって花井、ラミー |
| #                                     | 内容 | ゲスト出演者                                                                                           | 配信開始                              |
| ------------------------------------- | --- | --- | ------------------------------------- |
| 1                                     | Bugって花井生誕祭への道                                                                                            | ？ | 5月16日                               |
|                                       | Bugって花井生誕祭への道                                                                                            | ？ | 5月23日                               |
| 2                                     | 生誕祭への道 | ？ | 5月30日                               |
|                                       | 生誕祭への道、花井飯                                                                                               | ？ | 6月6日                                |
| 3                                     | 生誕祭への道 | ？ | 6月13日                               |
|                                       | 生誕祭への道、花井 手を上げるルール                                                                                | ？ | 6月20日                               |
| 4                                     | 生誕祭への道、きのせはアイドルになりたい                                                                           | きのせひかる                                                                                           | 6月27日                               |
| 5                                     | 生誕祭への道 | ？ | 7月4日                                |
| 6                                     | 生誕祭への道、○毛じゃんけん                                                                                        | ？ | 7月11日                               |
| 7                                     | 生誕祭への道 | ？ | 7月18日                               |
| 8                                     | 生誕祭への道 | ？ | 7月25日                               |
| 9                                     | 生誕祭への道 | ？ | 8月1日                                |
| 10                                    | ホンマの怪談スペシャル。 志茂田先生 私と一緒にラップしませう。 Bugって花井は○○ビアンに本当に人気があるの？無いの？ | 田中俊行                                                                                               | 8月8日                                |
| 11                                    | 生誕祭への道 花井、男装でミックスバー入店体験。                                                                    | ？ | 8月15日                               |
| 12                                    | 生誕祭への道 | ？ | 8月22日                               |
| 特番                                  | Bugって花井 生誕祭                                                                                                 | 高橋名人、志茂田景樹、愛＄菩薩、膀胱チョップ、ジョニー大蔵大臣（水中、それは苦しい）、ファミコンキッド | 8月28日                               |
| 13                                    | 生誕祭振り返り とらうま                                                                                            | ？ | 8月29日                               |
| 14                                    | 生誕祭振り返り | ？ | 9月5日                                |
| 15                                    | Tシャツ | ？ | 9月12日                               |
| 16                                    | 花井通信 | ？ | 9月19日                               |
| 17                                    | 企画会議 UME紹介                                                                                                   | ？ | 9月26日                               |
| 18                                    | UME SP | ？ | 10月3日                               |
| 19                                    | ラップを習おう | ？ | 10月10日                              |
| 20                                    | 花井裁判 | ？ | 10月17日                              |
| 21                                    | ○○という名の栄光                                                                                                   | ？ | 10月24日                              |
| 22                                    | 見て♥これがアタシのひとコマンガ                                                                                    | ？ | 10月31日                              |
| 23                                    | おちゅーん秋のコンビニパンまつり                                                                                   | | 11月7日                               |
| 24                                    | 釘バットアート | 釘バットさん                                                                                           | 11月14日                              |
| 25                                    | ホンマの怪談スペシャル 震えすぎて、冬                                                                              | 田中俊行、天然もろこし、楠ろあ                                                                         | 11月21日                              |
| 26                                    | 謎の未確認芸人「UME」発掘計画第2弾                                                                                 | ？ | 11月28日                              |
| 27                                    | 代走みつくにのギャグ予備校                                                                                         | 代走みつくに                                                                                           | 12月5日                               |
| 28                                    | 想像力の限界へ挑戦する！                                                                                           | ？ | 12月12日                              |
| 29                                    | 新しい○○症候群を考えよう                                                                                           | ？ | 12月19日                              |
| 30                                    | 思いっきり振り返り＆未来予想図                                                                                     | ？ | 12月26日                              |
| 31                                    | 除夜は○○花井っきりテレビ テレビ黎明編                                                                              | 田中俊行、深海魚くん、コヤゴ星人                                                                       | 12月31日                              |

| 2016年（32回 - 83回）                            | 2016年（32回 - 83回）                                                                                | 2016年（32回 - 83回） | 2016年（32回 - 83回）                            |
| 司会：松原タニシ（★は欠席）、Bugって花井、ラミー | 司会：松原タニシ（★は欠席）、Bugって花井、ラミー                                                     | 司会：松原タニシ（★は欠席）、Bugって花井、ラミー                                                                                  | 司会：松原タニシ（★は欠席）、Bugって花井、ラミー |
| #                                                | 内容                                                                                                 | ゲスト出演者 | 配信開始                                         |
| ------------------------------------------------ | --- | --- | ------------------------------------------------ |
| 32                                               | 笑えない話                                                                                           | 田中俊行、天野宇空 | 1月9日                                           |
| 33                                               | 職業○安定所                                                                                          | 高本剛志、華井二等兵、ヘル東内 | 1月16日                                          |
| 34                                               | ○-1ぐらんぷり2016という名のトラウマを癒やす酒場。                                                    | 華井二等兵、コヤゴ星人、生田裕二（はしっこウォーカー）、賢者クサヤマ                                                              | 1月23日                                          |
| 35                                               | 日本総合ゴシップ予測研究所                                                                           | | 1月30日                                          |
| 36                                               | アリガトウ、先生。                                                                                   | 田中俊行、きのせひかる | 2月6日                                           |
| 37                                               | バレンタインイブの真剣対決♥ どっちがいっぱいチョコもらえんの？                                       | 賢者クサヤマ | 2月13日                                          |
| 38                                               | 終わりと続きの世界                                                                                   | ？ | 2月20日                                          |
| 39                                               | ○○○に貼りたくなる おちゅーんオリジナルステッカーを作ろう。                                           | ？ | 2月27日                                          |
| 40                                               | 夜のおめざましニュース                                                                               | | 3月5日                                           |
| 41                                               | 第一回ジェンダーサミット おちゅーん大会                                                              | 麻倉ケイト、万次郎、いづな | 3月12日                                          |
| 42                                               | 成長？メイク？それとも整形？ アノ子のキレイの本当の理由。                                            | 竹内義和、ミルキー | 3月19日                                          |
| 43                                               | 女の子だけで、○○○の話をしよう。                                                                      | きのせひかる、またこ、植山由美子                                                                                                  | 3月26日                                          |
| 44                                               | 春爛漫。桜の季節に怪談スペシャル                                                                     | 竹内義和、田中俊行、渋谷泰志 | 4月2日                                           |
| 45                                               | さあ、どうすんだい？松竹芸能                                                                         | 代走みつくに、かみじょうたけし、天然もろこし、吉村智樹                                                                            | 4月9日                                           |
| 46                                               | 隣のリアルア○ンジャーズ                                                                              | 田中俊行、笑福亭飛梅、森乃石松 | 4月16日                                          |
| 47                                               | 「女性は○より中身」という建前に、1mmでも真実が含まれるのか？ シロクロつける研究所                    | チキチキジョニー、アルミカン、河邑ミク                                                                                            | 4月23日                                          |
| 48                                               | 松原タニシ生誕祭 4.28                                                                                | 田中俊行、にしね・ザ・タイガー | 4月30日                                          |
| 49                                               | おちゅーん議会「○○制度廃止法案」審議中継                                                             | かみじょうたけし、代走みつくに、コヤゴ星人、河邑ミク                                                                              | 5月7日                                           |
| 50                                               | 実験番組「ひとり遊び」開発計画                                                                       | | 5月14日                                          |
| 51                                               | サメとタニシとオカマの1年 配信開始当初の伝説コーナーそのまんま復活SP（1周年記念）                    | | 5月21日                                          |
| 52                                               | アイドル崩れの大喜利＆歌謡大決戦                                                                     | UNDERHAIRZ、愛＄菩薩、モンゴール★天山、プリンセスやすこ                                                                           | 5月28日                                          |
| 53                                               | この夏アナタにススメたい 裏・関西名所案内 おちゅるるぶ                                               | 吉村智樹、村田らむ | 6月4日                                           |
| 54                                               | 第一回おちゅーんアワード                                                                             | 田中俊行、代走みつくに、コヤゴ星人、きのせひかる、おおいしじゅんや                                                                | 6月11日                                          |
| 55                                               | 当事者が語る リアル事故物件入門                                                                      | 山本直嵩（ダイウン株式会社）、おおいしじゅんや                                                                                    | 6月18日                                          |
| 56                                               | ターニーと芸人再生工場                                                                               | あらじお、ソエジマ隊員、賢者クサヤマ                                                                                              | 6月25日                                          |
| 57                                               | 松原タニシを○○対象として見ることができる人々の大夜会                                                 | にしね・ザ・タイガー、津川まぁこ、赤阪侑子、河邑ミク                                                                              | 7月2日                                           |
| 58                                               | 演出家が「個性だけはハンパない人々」に演技を教えたら個性派俳優が誕生するのか？                       | 田中俊行、上田一軒（スクエア）、生田裕二、プリンセスやすこ                                                                        | 7月9日                                           |
| 59                                               | ぼくたち、文化系野球部                                                                               | 田中俊行、西浦達雄、代走みつくに、にしね・ザ・タイガー                                                                            | 7月16日                                          |
| 60                                               | 女子だけで寝起きのパジャマトーク！「鮫とオカマの寝室」                                               | ベルサイユ、末岡菜々、志築杏里、村本万葉                                                                                          | 7月23日                                          |
| 61                                               | 美女たちが他人に言えない記憶を賭けて戦うカードバトル！「絶対に言えねぇ女の秘密をイエル・マスターズ」 | MC：にしね・ザ・タイガー、きのせひかる、ドキドキ☆純情ガールズ、西野こうみ、★                                                      | 7月30日                                          |
| 62                                               | 勝手に♥○-1グランプリ1人おちゅーん予選                                                                | 吉村智樹、ハクション中西、高本剛志、永野宗典、深川正英                                                                            | 8月6日                                           |
| 63                                               | あなたの近所にきっと居る!? リアル超人オリンピック                                                    | 村田らむ、にしね・ザ・タイガー、我こそは田中                                                                                      | 8月13日                                          |
| 64                                               | 怪談チャンピオンカーニバル2016                                                                       | 竹内義和、田中俊行、渋谷泰志、柴田綾                                                                                              | 8月20日                                          |
| 65                                               | 遺書を書こう。                                                                                       | 竹内義和、田中俊行、志茂田景樹、吉村智樹、村田らむ、釘バットさん、かのうとおっさん、きのせひかる、山本直嵩                        | 8月27日                                          |
| 66                                               | ゼッタイに笑えない シャレにならん話の夜宴 笑えない話2                                                | 竹内義和、田中俊行、ハクション中西                                                                                                | 9月3日                                           |
| 67                                               | Bugって花井のAMラジオ。                                                                              | | 9月10日                                          |
| 68                                               | 出場者が語る！ ○-1グランプリ1回戦の真実?!                                                            | ハクション中西、華井二等兵、にしね・ザ・タイガー、カブレラ、高本剛志                                                              | 9月17日                                          |
| 69                                               | ポケ毛GO                                                                                             | 田中俊行、ハクション中西、UNDERHAIRZ                                                                                              | 9月24日                                          |
| 70                                               | 第1回ミス★ズリバース                                                                                 | 竹内義和、代走みつくに、ロビン前田                                                                                                | 10月1日                                          |
| 71                                               | 今さらだけどあえて聞いておきたい そもそもの話。                                                      | | 10月8日                                          |
| 72                                               | 感動のご対面王決定戦                                                                                 | 松原美穂、伊藤えん魔、代走みつくに、ハクション中西、柴田綾                                                                        | 10月15日                                         |
| 73                                               | おちゅーん×32点ラジオ さぁ語ろう♥笑えない下ネタ！                                                    | 竹内義和、田中俊行、ハクション中西                                                                                                | 10月22日                                         |
| 74                                               | 新しい○○店を考えよう、真剣に♥                                                                        | 竹内義和、天野宇空、○○店 店長２人                                                                                                 | 10月29日                                         |
| 75                                               | 世界最速!? ○-1グランプリ2017 対策講座                                                                | 吉村智樹、高本剛志、風穴あけるズ                                                                                                  | 11月5日                                          |
| 76                                               | 風呂ギライ女子の主張                                                                                 | 竹内義和、赤阪侑子、UNDERHAIRZ、西野こうみ                                                                                        | 11月12日                                         |
| 77                                               | 鳴呼！わたしのひとこマンガ！                                                                         | 関根知佳、ロビン前田 | 11月19日                                         |
| 特番                                             | ズキッ！♥ 個性だらけの関西アイドル祭                                                                 | 吉村智樹、きのせひかる、UNDERHAIRZ、秋葉令奈、にょロボてぃすく、プリンセスやすこ                                                  | 11月23日                                         |
| 78                                               | 恋の魔法で♥モテモテ大作戦！                                                                          | 田中俊行、ぶっちょカシワギ、おおいしじゅんや、湊川圭（あらじお）、まっしー（ウドントミカン）                                      | 11月26日                                         |
| 79                                               | 闘笑！タニシ七番勝負！ 第1戦 vs ハクション中西                                                       | ハクション中西（結果：引き分け ）                                                                                                 | 12月3日                                          |
| 80                                               | 最高にモテる『恋の魔法』はどれだ!? 中間報告パーティー                                                | 田中俊行、ぶっちょカシワギ、おおいしじゅんや、湊川圭、まっしー                                                                    | 12月10日                                         |
| 81                                               | 完全アドリブ♥いきなり！記者会見王★決定戦                                                             | 伊藤えん魔、植山由美子、さとる（どんぐり兄弟）、池浦さだ夢、高本剛志                                                              | 12月17日                                         |
| 82                                               | クスリとも笑えナイト！ドン引き話でSilent Night                                                       | 竹内義和、田中俊行、大島てる、村田らむ、原昌和、恐怖新聞健太郎、代走みつくに、ベルサイユ、きのせひかる、あらじお（優勝：原昌和 ） | 12月24日                                         |
| 83                                               | 除夜は○○ 花井ッきりテレビ2016                                                                        | 竹内義和、コヤゴ星人、愛＄菩薩、ファミコンキッド                                                                                  | 12月31日                                         |

| 2017年（84回 - 134回）                                                 | 2017年（84回 - 134回）                                                 | 2017年（84回 - 134回） | 2017年（84回 - 134回）                                                 |
| 司会：松原タニシ（★は欠席）、出演（ - 107回まで）：Bugって花井、ラミー | 司会：松原タニシ（★は欠席）、出演（ - 107回まで）：Bugって花井、ラミー | 司会：松原タニシ（★は欠席）、出演（ - 107回まで）：Bugって花井、ラミー | 司会：松原タニシ（★は欠席）、出演（ - 107回まで）：Bugって花井、ラミー |
| #                                                                      | 内容                                                                   | ゲスト出演者 | 配信開始                                                               |
| ---------------------------------------------------------------------- | ---------------------------------------------------------------------- | --- | ---------------------------------------------------------------------- |
| 84                                                                     | 他人の良いトコ褒めまくりバラエティ♥【ホーメル賞受賞式】                | | 1月7日                                                                 |
| 85                                                                     | 激論！ピン芸人の未来とニッポン【終電まで生テレビ】                     | 竹内義和、吉村智樹、代走みつくに、高本剛志 | 1月14日                                                                |
| 86                                                                     | ドキュン♥メント『女ののど自慢』                                        | 松原美穂、きのせひかる、プリンセスやすこ | 1月21日                                                                |
| 87                                                                     | エグすぎる結末…【最高にモテる『恋の魔法』はどれだ!?】                  | 田中俊行、ぶっちょカシワギ、湊川圭、まいちゃん | 1月28日                                                                |
| 88                                                                     | どうでもいいアレの日本代表を決定！『勝手にOTUNE JAPAN選考会』          | 竹内義和 | 2月4日                                                                 |
| 89                                                                     | 理想の○○○を粘土で作る！【オトナの粘土アソビ♥】                         | 竹内義和、田中俊行、ドキドキ☆純情ガールズ、きのせひかる、ぼやな（UNDERHAIRZ） | 2月11日                                                                |
| 90                                                                     | N天堂か？Sガか？『ファ・リーグvsSEリーグ』                             | ファミコンキッド | 2月18日                                                                |
| 91                                                                     | 笑いの王国・○○を辞めた人々が胸中告白【元・○○芸人という生き方】         | ハクション中西、池浦さだ夢、三輪善行（なにわプラッチック）、どんぐり兄弟、茅野みずほ、ラミー（欠席） | 2月25日                                                                |
| 92                                                                     | 新しいひな人形を作ろう                                                 | 西野こうみ | 3月4日                                                                 |
| 93                                                                     | 大島てる＆松原タニシ事故物件をハシゴ【ぶらり事故物件さんぽ】           | 大島てる | 3月11日                                                                |
| 94                                                                     | 独自過ぎる目線で斬る！現代アイドル学「おちゅーん大学♥アイドル学部」    | 吉村智樹、彩羽真矢、縛りやトーマス、恋村虚無子 | 3月18日                                                                |
| 95                                                                     | 松原タニシ厳選！ ガチで恐い怪談士が集結【春の大怪談祭。】              | Apsu Shusei、下駄華緒、恐怖新聞健太郎 | 3月25日                                                                |
| 96                                                                     | エイプリルフールの激白【ボクたちがついた嘘】                           | プリンセスやすこ | 4月1日                                                                 |
| 97                                                                     | 「面白い」に憧れる女子達の闘争【がっぷり♥女子大喜利】                  | 石野桜子、天然もろこし、モンゴール☆天山 | 4月8日                                                                 |
| 98                                                                     | 【家に転がっていた謎のテープやディスクを再生してみる部】               | 竹内義和、にしね・ザ・タイガー | 4月15日                                                                |
| 99                                                                     | プレゼント付優勝予想もあるよ！【笑えない話グランプリ直前スペシャル！】 | 田中俊行 | 4月22日                                                                |
| 100                                                                    | 不謹慎！暴露！ドン引き話の応酬！【笑えない話グランプリ2017】           | ＜動画配信は、1回戦のみ＞ MC：代走みつくに、プリンセスやすこ（優勝：西野こうみ ）竹内義和、田中俊行、ぶっちょカシワギ、吉村智樹、伊藤えん魔、原昌和、横山創一、西野こうみ、柴田綾 | 4月29日                                                                |
| 101                                                                    | ○○嬢、○○○、元オトコ、みんなで『○○○○を語ろう』                          | 竹内義和、西野こうみ、万次郎、現役○○嬢 | 5月6日                                                                 |
| 102                                                                    | 樹海に火葬に事故物件「○○と仲良くなる方法。」                           | 村田らむ、下駄華緒、ロビン前田、ラミー（欠席） | 5月13日                                                                |
| 103                                                                    | 恋愛の鬼！究極のオス！伝説のモテ男『モテ塾・塾長 緊急出演SP』          | 田中俊行、ムハンマド観柳斎、湊川圭、生田裕二、おおいしじゅんや | 5月20日                                                                |
| 104                                                                    | 祝！おちゅーん2周年！【総集編スペシャル】                              | 石野桜子、ぶっちょカシワギ、ハクション中西、ラミー（欠席） | 5月27日                                                                |
| 105                                                                    | 夏フェスの前に・・・『梅雨フェスしよ♥』                                | 鬨（とき）大介 | 6月3日                                                                 |
| 106                                                                    | ラミーと花井とタニシの「お葬式」                                       | 植山由美子 | 6月10日                                                                |
| 107                                                                    | おちゅーんアワード2nd                                                  | 竹内義和、田中俊行、きのせひかる、西野こうみ、プリンセスやすこ、湊川圭（電話出演：ファミコンキッド） | 6月17日                                                                |
| 108                                                                    | おちゅーん第2章開幕！『今宵、タニシっきり。』                          | 今回よりレギュラー出演者は、司会：松原タニシのみ | 6月24日                                                                |
| 109                                                                    | 持込み企画プレゼン【おちゅーんでコレやって。】                         | 竹内義和、田中俊行、ぶっちょカシワギ、ハクション中西 | 7月1日                                                                 |
| 110                                                                    | 【おちゅーん型アイドル実行委員会】                                     | 三代目KONAMON（ノゾミザカ・EXV、ホリエ・ミナミ）、仮面女子候補生WEST（星宮りり、上下碧） | 7月8日                                                                 |
| 111                                                                    | ○-1を徹底解剖『○-1グランプリ2017対策講座』                             | 吉村智樹、高本剛志、どんぐり兄弟 | 7月15日                                                                |
| 112                                                                    | ○○が決める！『○○○の価値』                                              | ぶっちょカシワギ、まっしー、森本サイダー、脳髄筋肉、あきたけ | 7月22日                                                                |
| 113                                                                    | 怪談師のマジバトル！【闘え！オカルトドッジボール部】                   | 竹内義和、田中俊行、渋谷泰志、Apsu Shusei、下駄華緒 | 7月29日                                                                |
| 114                                                                    | ○-1制覇めざしネタバトル【勝手に！○-1おちゅーん予選！】                 | 田中俊行、高本剛志、華井二等兵、にしね・ザ・タイガー、彩羽真矢、きのせひかる、さとる、プリンセスやすこ、深川正英 | 8月5日                                                                 |
| 115                                                                    | 真夏の大怪談祭。                                                       | 田中俊行、渋谷泰志、下駄華緒、ノゾミザカ・EXV、村島淳友（ハンバーグオムレツ） | 8月12日                                                                |
| 116                                                                    | 童心に帰るバトル！『ヒューッバババーン選手権』                         | 代走みつくに、風穴あけるズ | 8月19日                                                                |
| 117                                                                    | 前人未踏で究極な最強アイドルを創造する会                               | 竹内義和、ぶっちょカシワギ、脳髄筋肉、上下碧 | 8月26日                                                                |
| 118                                                                    | ドン引き＆絶句の不謹慎トーク『笑えない話3』                            | 田中俊行、吉村智樹、横山創一、石野桜子、西野こうみ | 9月2日                                                                 |
| 119                                                                    | Wひとりかくれんぼ in 泊まれる廃墟                                      | 田中俊行、Apsu Shusei、華井二等兵、にしね・ザ・タイガー | 9月9日                                                                 |
| 120                                                                    | 霊・宗教・組織・都市伝説『本当にヤバい…恐い場所。』                    | ぶっちょカシワギ、高本剛志、華井二等兵、にしね・ザ・タイガー、彩羽真矢 | 9月16日                                                                |
|                                                                        | 怪現象・怪音声…『Wひとりかくれんぼ』配信中に録画された3つの謎を検証    | 119回と同じ（撮影時のHD画質の映像を使用） | 9月18日                                                                |
| 121                                                                    | 『事故物件住みます芸人・松原タニシ主演ドラマ』プロジェクト始動！       | MC：にしね・ザ・タイガー、事故物件に住んでいなかった芸人：松原タニシ、田中俊行、高島麻利央、代走みつくに、ハクション中西（映像出演：松原タニシ） | 9月23日                                                                |
| 122                                                                    | ○-1予選に挑む3名のドキュメント【タニシと3人の相方達】                  | 高本剛志、華井二等兵、にしね・ザ・タイガー、彩羽真矢、プリンセスやすこ、梶彰仁 | 9月30日                                                                |
| 123                                                                    | 「クズ芸人」が「世界一周の旅」を経験すると成長するのか？               | チュンちゃん、我こそは田中 | 10月7日                                                                |
| 124                                                                    | 世界一敷居の低いアイドル『キャン○○ーズオーディション』                 | 竹内義和、上下碧、高本剛志、彩羽真矢、素人の方2名 | 10月14日                                                               |
| 125                                                                    | 珍スポから心霊スポまで『関西裏スポット案内』                           | 吉村智樹、ロビン前田、金原みわ | 10月21日                                                               |
| 126                                                                    | 「ゴミ屋敷〜「散らかす人」VS「片付ける人」〜                           | 村田らむ、八幡愛、山本直嵩、彩羽真矢 | 10月28日                                                               |
| 127                                                                    | 【怪談士たちのハロウィンナイト】                                       | 竹内義和、田中俊行、Apsu Shusei、下駄華緒、上下碧 | 11月4日                                                                |
|                                                                        | 緊急配信！【怪談士たちのハロウィンナイト】 ロケ編（前編）              | スタッフ | 11月9日                                                                |
|                                                                        | 緊急配信！【怪談士たちのハロウィンナイト】スタッフの挑戦w篇            | スタッフ、★ | 11月10日                                                               |
| 128                                                                    | 関西個性派ピン芸人No.1決定戦！【ピン下一武道会】                       | MC：高島麻利央（審査員：竹内義和、審査対象外の芸人）変則トーナメント（優勝：代走みつくに ） （登場順：白文字○準決勝進出◎決勝進出）Aブロック： 河邑ミク、○ハクション中西、◎ベルサイユ Bブロック：◎代走みつくに、 松原タニシ、 セキモトブリキ Cブロック：○にしね・ザ・タイガー、 彩羽真矢、 Bugって花井 | 11月11日                                                               |
| 129                                                                    | 【関東心霊スポットツアー回顧録】                                       | 竹内義和、田中俊行、深川正英、木村茂之、プリンセスやすこ | 11月18日                                                               |
| 130                                                                    | 【「企画の墓場」掘り起こします】                                       | 竹内義和、田中俊行、プリンセスやすこ（電話出演：彩羽真矢、にしね・ザ・タイガー） | 11月25日                                                               |
| 131                                                                    | 船木誠勝初出演！【虎の穴へ行こう！】                                   | 船木誠勝、彩羽真矢、三輪善行、プリンセスやすこ | 12月2日                                                                |
| 132                                                                    | メガマサヒデ×『ギャグ歌詞製造機』でキャン○○ーズの曲を即興で作る！      | 竹内義和、メガマサヒデ、桃瀬ゆに、中百舌鳥まこ、代走みつくに、コヤゴ星人 | 12月9日                                                                |
| 133                                                                    | 【身の丈にあわない大物と謎のパイプがある人達の話を聞く】               | 松原美穂、石野桜子、八幡愛、西野こうみ、釘バットさん（電話出演：寺沢武一） | 12月16日                                                               |
| 134                                                                    | タニシの事故物件から生中継！冬怪談もちょっとあるよ。【タニラジ！】     | 田中俊行、石野桜子、八幡愛 | 12月23日                                                               |
|                                                                        | 27時間SPへ行くか 迷ってるあなたへ『27時間SP大説明会スペシャル』        | スタッフ、★ | 12月29日                                                               |
| おちゅーん年越しLive!！108つの『お』話スペシャル！                     |                                                                        | |                                                                        |
| 特番                                                                   | ①「おそろし」ステージ                                                  | 竹内義和、田中俊行、Bugって花井、下駄華緒、華井二等兵、にしね・ザ・タイガー、木村茂之、湊川圭、櫻井忍、プリンセスやすこ（映像出演：原昌和、ラミー、恐怖新聞健太郎） | 12月30日                                                               |
| 特番                                                                   | 早朝！オカルトドッジボール                                             | ライブ会場にいた出演者スタッフ一同 | 12月31日                                                               |
| 特番                                                                   | スタッフトーク！                                                       | スタッフ、★ | 12月31日                                                               |
| 特番                                                                   | ②「おんなのこ」ステージ                                                | 竹内義和、オオトリーヌ、田中俊行、Bugって花井、メガマウスくん、ラミー、石野桜子、西野こうみ、彩羽真矢、金原みわ、プリンセスやすこ、★ | 12月31日                                                               |
| 特番                                                                   | ③「おもろー」ステージ／コヤゴ＆みつくにのギャグもちつき！              | 代走みつくに、コヤゴ星人、村田らむ、ぶっちょカシワギ、石野桜子、Bugって花井、ラミー、彩羽真矢、金原みわ、プリンセスやすこ、★ | 12月31日                                                               |
| 特番                                                                   | ③「おもろー」ステージ／笑えない話②                                     | 田中俊行、村田らむ、ぶっちょカシワギ、代走みつくに、コヤゴ星人、石野桜子、西野こうみ、彩羽真矢 | 12月31日                                                               |
| 特番                                                                   | ③「おもろー」ステージ／おちゅるるぶスペシャル                          | 村田らむ、ぶっちょカシワギ、金原みわ、木村茂之 | 12月31日                                                               |
| 特番                                                                   | ③「おもろー」ステージ／タニシ七番勝負 サドンデス-1                     | ハクション中西、石野桜子 | 12月31日                                                               |
| 特番                                                                   | ③「おもろー」ステージ／タニシ七番勝負 サドンデス-2                     | ハクション中西、石野桜子 | 12月31日                                                               |
| 特番                                                                   | ④「おおみそか」ステージ／恐笑！オカルト大喜利合戦                      | 竹内義和、田中俊行、伊藤えん魔、村田らむ、Apsu Shusei、ハクション中西 | 12月31日                                                               |
| 特番                                                                   | ④「おおみそか」ステージ／事故物件に乾杯                                | 田中俊行、伊藤えん魔、村田らむ、Apsu Shusei、西野こうみ（映像出演：大島てる） | 12月31日                                                               |
| 特番                                                                   | ④「おおみそか」ステージ／怪談祭～グランドフィナーレ                    | 竹内義和、田中俊行、伊藤えん魔、村田らむ、Apsu Shusei、ハクション中西、コヤゴ星人、華井二等兵、にしね・ザ・タイガー、桃瀬ゆに、中百舌鳥まこ、木村茂之（映像出演：ぁみ（ありがとう）） | 12月31日                                                               |

| 2018年（135回 - 200回）                                                                                    | 2018年（135回 - 200回）                                                                   | 2018年（135回 - 200回） | 2018年（135回 - 200回）     |
| 司会：松原タニシ（★は欠席）                                                                                | 司会：松原タニシ（★は欠席）                                                               | 司会：松原タニシ（★は欠席） | 司会：松原タニシ（★は欠席） |
| # | 内容                                                                                      | ゲスト出演者 | 配信開始                    |
| --- | ----------------------------------------------------------------------------------------- | --- | --------------------------- |
| 135 | この人たちが世界最速の?!します。                                                          | 竹内義和、田中俊行、渋谷泰志、桃瀬ゆに | 1月6日                      |
| 136 | 女子が男の○○○技術を採点！○○○センター試験                                                  | 竹内義和、八幡愛、代走みつくに、森本サイダー、ラミー、西野こうみ | 1月13日                     |
| 137 | 史上初!?手当たり次第〝お祝いバラエティ〟『みんなでお祝いしよっか。』                      | 松原美穂、新宅マキ、代走みつくに、石野桜子、天然もろこし | 1月20日                     |
| 138 | 「お笑えないマンガ道場」                                                                  | 田中俊行、華井二等兵、村田らむ、ラミー、桃瀬ゆに（映像出演：中百舌鳥まこ） | 1月27日                     |
| 139 | 最恐の怪談チャンピオンタイトルを創設しよう！                                              | 竹内義和、田中俊行、ぶっちょカシワギ、木村茂之 | 2月3日                      |
| 140 | 「死ぬまでコレ1つだけ」を選べ!!『クイズ！それでええねん！』                               | 田中俊行、石野桜子、代走みつくに、さとる、きのせひかる | 2月10日                     |
| 141 | 平成vs昭和 スーパー特撮ファン大戦                                                         | 竹内義和、ロビン前田、にしね・ザ・タイガー、松本美香、茅野みずほ | 2月17日                     |
| 142 | 全てのクレームに応える生配信2本立て【ディスリンピック&パーフェクトおちゅーん】            | 竹内義和、石野桜子、にしね・ザ・タイガー、恋村虚無子（電話出演：ラミー、代走みつくに、華井二等兵、ハクション中西） | 2月24日                     |
| 143 | ひな人形は片付けナイト♥                                                                   | 松原美穂、石野桜子、松本美香、杉岡みどり | 3月3日                      |
| 144 | 世界は〝みわ〟で出来ている【3月10日は「みわ」の日】                                       | 新宅マキ、三輪みわ、三輪善行、みわゆうすけ、みわともこ、金原みわ | 3月10日                     |
| 145 | 新企画！4元生中継『街歩きクイズ！街ブラ大喜利』                                           | MC：華井二等兵（映像出演：松原タニシ、田中俊行、代走みつくに、ハニートラップ梅木） | 3月17日                     |
| 146 | 最恐は誰だ!?『OKOWA開戦宣言』                                                             | 竹内義和、田中俊行、ぶっちょカシワギ、木村茂之（電話出演：語り部・匠平、村田らむ、Apsu Shusei、下駄華緒） | 3月24日                     |
| 147 | あの有名人の名言は本当に意味があるのか？『ガチで役立つ名言を言ったの誰だバトル』          | 田中俊行、石野桜子、華井二等兵、にしね・ザ・タイガー | 3月31日                     |
| 148 | 事故物件住みます芸人が軍団結成！『これがタニシ軍団だ。』1〜2                              | にしね・ザ・タイガー、代走みつくに、高本剛志、華井二等兵、ベルサイユ、湊川圭、チュンちゃん、我こそは田中、生田裕二、蛭子郁哉（宝の地図） | 4月7日                      |
| 149 | おりジナル拉麺を創造せよ！                                                                | 竹内義和、田中俊行、ぶっちょカシワギ、上下碧 | 4月14日                     |
| 150 | 最恐「恐い話王」決定戦！『OKOWA』前夜祭                                                   | 田中俊行、吉村智樹、ぶっちょカシワギ、きのせひかる | 4月21日                     |
| 151 | 呪い？怨嗟？いわくつきのプレゼントを大鑑定！                                              | MC：にしね・ザ・タイガー、竹内義和、石野桜子、三木大雲（映像出演：松原タニシ、木村茂之） | 4月28日                     |
| 152 | 怪談・都市伝説…「恐い話No.1」を決める『OKOWA』大阪予選                                    | 田中俊行（審査員：竹内義和、ぶっちょカシワギ、木村茂之、会場＆ネット投票） 予選参加者（登場順：白文字◎予選通過）： ぞんびくん、 みわゆうすけ、 DJたらちゃん、◎イチ坊、◎深津さくら、 ノゾミザカ・EXV、 ラスク、 村島淳友、 いとうあつし、 むっく、 airi、◎デルタ雷鳥 | 5月5日                      |
| 153 | 配信開始3周年記念『3年目を振り返るぞっ』                                                  | 竹内義和、石野桜子、みわゆうすけ、風穴あけるズ | 5月12日                     |
| 154 | 怪談・都市伝説…恐い話のNo.1決定戦！『OKOWA東京予選』                                      | 田中俊行（審査員：住倉カオス、川奈まり子、木村茂之、会場＆ネット投票） 予選参加者（登場順：白文字◎予選通過）： おくりびと青木、 梅木カブチェンコ、◎ナナシロ、◎上里洋志、 久樂陸、 黒戌仁、◎BBゴロー | 5月19日                     |
| 155 | 『よなよな面倒くさいツイートを呟く女子たち』                                              | 田中俊行、石野桜子、ラミー、新宅マキ、きのせひかる、八幡愛 | 5月26日                     |
| 156 | 組合せ抽選会もあるよ！「OKOWA開幕戦直前SP」                                               | 竹内義和、ぶっちょカシワギ（映像出演：田中俊行、原昌和、Apsu Shusei、下駄華緒、木村茂之）（電話出演：三木大雲、大島てる） | 6月2日                      |
| 157 | 恐い話のチャンピオン決定戦『OKOWAチャンピオンシップ開幕戦』                               | MC：華井二等兵、きのせひかる（審査員：吉村智樹、ぶっちょカシワギ、木村茂之、会場＆ネット投票） 1回戦（登場順：白文字○勝者）：Apsu ShuseiX○松原タニシ、BBゴローX○デルタ雷鳥、語り部・匠平○X田中俊行、竹内義和X○三木大雲、下駄華緒○Xナナシロ、上里洋志○X深津さくら、原昌和○X大島てる、村田らむ○Xイチ坊                                                                      | 6月6日                      |
| 158 | あの伝説の1日を振返る『OKOWA開幕戦 総集編スペシャル』                                     | 竹内義和、田中俊行、ぶっちょカシワギ、深津さくら、イチ坊（映像出演：開幕戦参加者一同） | 6月9日                      |
| 159 | “関係性・謎〟珍コンビ集合『珍コンさんいらっしゃい』                                       | 竹内義和＆ノゾミザカ・EXV、ぶっちょカシワギ＆よぱの、ラミー＆蛇王院弘、石野桜子 | 6月16日                     |
| 160 | おちゅーんアワード3rd                                                                     | 竹内義和、田中俊行、石野桜子、華井二等兵、湊川圭、みわゆうすけ、ハクション中西 | 6月23日                     |
| 161 | まり子様降臨『OKOWA抽選会SP』                                                             | 竹内義和、田中俊行、川奈まり子、ぶっちょカシワギ（映像出演：原昌和）（電話出演：デルタ雷鳥、上里洋志、語り部・匠平、下駄華緒、三木大雲、村田らむ） | 6月30日                     |
| 162 | 楽屋から！OKOWAチャンピオンシップ決勝戦                                                   | 竹内義和、田中俊行、にしね・ザ・タイガー、OKOWA出演者 | 7月7日                      |
| 162 | 恐い話No.1決定戦『OKOWAチャンピオンシップ決勝戦』初代王者決定！                           | MC：華井二等兵、新宅マキ（審査員：吉村智樹、ぶっちょカシワギ、木村茂之、会場＆ネット投票） 準々決勝（登場順：白文字○勝者）：村田らむX○松原タニシ、語り部・匠平○Xデルタ雷鳥、上里洋志X○原昌和、下駄華緒X○三木大雲 準決勝（白文字 登場順：○勝者）：①語り部・匠平X○原昌和 ②松原タニシX○三木大雲 決勝 （白文字 登場順：○勝者）：原昌和X○三木大雲                              | 7月9日                      |
| 163 | ドキュメント『OKOWAチャンピオンシップ決勝戦』                                             | 竹内義和、田中俊行、プリンセスやすこ（映像出演：参加者関係者一同） | 7月14日                     |
| 164 | 四国4県恐怖スポット四元中継『ズームイン夜！』                                             | MC：ハクション中西、プリンセスやすこ（映像出演：松原タニシ、田中俊行、華井二等兵、にしね・ザ・タイガー、恐怖新聞健太郎、DJたらちゃん） | 7月21日                     |
| 165 | 下○○・○○話 他流試合！関東vs関西『遂に復活♥笑えない下○○！2nd』                             | 竹内義和、田中俊行（映像出演：住倉カオス、伊織涼子、ハニートラップ梅木） | 7月28日                     |
| 166 | おちゅーんLive!企画会議「真夏の大発表＆夏休みの宿題 押しつけまスペシャル」                | 三好和也、プリンセスやすこ（映像出演：三木大雲） | 8月4日                      |
| 167 | 事故物件怪談「恐い間取り」出版記念 作家松原タニシ先生を迎えて                             | ミヤ蝶美・蝶子、プリンセスやすこ | 8月11日                     |
| 168 | 松原タニシ×丸山ゴンザレス×村田らむ 世界のヤバ怖い場所を語り尽くす【「恐い場所」を語る。】 | 丸山ゴンザレス、村田らむ | 8月18日                     |
| 169 | 今なぜ〝怖い〟が求められるか【終電まで生テレビ】                                          | 竹内義和、吉村智樹、住倉カオス、プリンセスやすこ | 8月25日                     |
| | 『怪談最恐戦2018大阪予選会』楽屋レポート：出張おちゅーんLIVE !                            | 竹内義和、田中俊行、華井二等兵、大阪予選会参加者関係者 | 8月27日                     |
| 170 | スナック「くノ一」今夜開店                                                                | 竹内義和、松原美穂、村田らむ、大島てる、くノ一凛、プリンセスやすこ | 9月1日                      |
| 171 | 不謹慎！絶句！ドン引き話の激突！「笑えない話」番外編【笑えなき戦い〜梅松死闘編〜】        | ハニートラップ梅木、プリンセスやすこ（映像出演：デスペラード武井、生いっちょう（ストロベビー）、橋山メイデン、仲嶺巧（三日月マンハッタン）、街裏ぴんく、西谷格、池浦さだ夢） | 9月8日                      |
| 172 | まさかの月刊誌創刊？おちゅーんメンバー総コミック化計画【おちゅーんコミックをつくろう。】  | 竹内義和、田中俊行、ぶっちょカシワギ、書籍担当者（株式会社 青心社）、プリンセスやすこ | 9月15日                     |
| 173 | タニシ vs タニシ                                                                          | 竹内義和、代走みつくに、石野桜子 | 9月23日                     |
| 174 | 実力派怪談士達が名作怪談「あべこべ」をカヴァー！【あべ1グランプリ】                       | MC：にしね・ザ・タイガー（審査員：会場のみなさん、優勝：華井二等兵 ） 登場順：語り部・匠平、下駄華緒、Apsu Shusei、デルタ雷鳥、華井二等兵、松原タニシ、田中俊行 | 9月29日                     |
| 175 | OKOWA王者・三木大雲 挑戦者総選挙 結果発表                                                 | 竹内義和、田中俊行、ぶっちょカシワギ、プリンセスやすこ（映像出演:西浦和也） | 10月6日                     |
| 176 | 松原タニシの新居から生配信 新・事故物件 de 引越し祝い                                     | 原昌和、石野桜子、代走みつくに、にしね・ザ・タイガー、きのせひかる | 10月13日                    |
| 177 | 現役最高齢アイドル・プリンセスやすこをプロデュース選手権                                  | 竹内義和、プリンセスやすこ、池浦さだ夢、コヤゴ星人 | 10月20日                    |
| 178 | OKOWA徹底攻略講座 OKOWA〜胎動 TAIDO〜直前SP                                               | 竹内義和、田中俊行、三木大雲、デルタ雷鳥（電話出演：おおぐろてん、小森、旭堂南湖、関根知佳、プロ猿ファー・ゴル、ワダ、彩羽真矢） | 10月27日                    |
| 179 | 次世代怖談士が衝撃デビュー『OKOWA〜胎動〜』                                               | 三木大雲、Apsu Shusei（審査員：竹内義和、ぶっちょカシワギ、木村茂之、会場＆ネット投票） 予選参加者（登場順：白文字◎予選通過）： おおぐろてん、 ワダ、◎関根知佳、◎小森、 彩羽真矢、◎プロ猿ファー・ゴル、 旭堂南湖 | 11月3日                     |
| 179 | 怖い話の新人戦・OKOWA〜胎動〜終了直後の楽屋から配信！                                     | 竹内義和、三木大雲、Apsu Shusei、ぶっちょカシワギ、木村茂之、OKOWA出演者 | 11月3日                     |
| 180 | 新感覚クイズ！「私のタニシはアレだ！」                                                    | 華井二等兵、にしね・ザ・タイガー、ノゾミザカ・EXV、深川正英（映像出演：田中俊行） | 11月10日                    |
| 180 | 深夜のおちゅーん会議                                                                      | にしね・ザ・タイガー | 11月10日                    |
| 181 | シン・タニシ補完計画発動。                                                                | シン・松原タニシ、松原美穂、にしね・ザ・タイガー、代走みつくに | 11月17日                    |
| | これで〝OKOWA〟のすべてがわかる！『OKOWAヒストリー』                                      | | 11月20日                    |
| 182 | おちゅーんがブラックタニシ軍団に乗っ取られた!?『シン・タニシにおまかせ！』                | シン・松原タニシ、石野桜子、代走みつくに、高本剛志、稲富菜穂（映像出演：旧・松原タニシ、BBゴロー） | 11月24日                    |
| 183 | 公開企画会議『おちゅーなーに聞きたいことがあるっ！』                                      | 竹内義和、プリンセスやすこ | 12月1日                     |
| 184 | OKOWAタイトル次期挑戦者決定戦 おちゅーんLIVE!予選                                         | きのせひかる（審査員：松原タニシ、Apsu Shusei、木村茂之（映像出演）、会場＆ネット投票） 予選参加者（登場順：白文字◎予選通過）： 石野桜子、 チュンちゃん、 にしね・ザ・タイガー、 ハクション中西、 ノゾミザカ・EXV、◎高本剛志 | 12月8日                     |
| 185 | 松原タニシが語るOKOWAの真実！『OKOWA基礎知識』                                            | スタッフ（映像出演:松原タニシ） | 12月12日                    |
| 186 | 新企画！〝決して答えの出ない話〟を愛でる夜                                                | 竹内義和、池浦さだ夢、石野桜子、ラミー | 12月15日                    |
| 187 | 虎と桜の！楽屋配信『OKOWAタイトルマッチ・壱の章』                                         | 石野桜子、にしね・ザ・タイガー、OKOWA出演者 | 12月21日                    |
| 187 | 三木大雲 防衛なるか!?怖い話NO.1決定戦【OKOWAタイトルマッチ壱の章】                        | MC：華井二等兵（審査員：吉村智樹、ぶっちょカシワギ、木村茂之、会場＆ネット投票） ファイナリストカーニバル参加者（登場順：白文字◎予選通過）： 竹内義和、◎Bugって花井、◎山口綾子、◎プロ猿ファー・ゴル、◎小森、 ガリガリガリクソン、 関根知佳、 高本剛志 挑戦者決定戦（登場順：白文字○勝者） ：西浦和也X○田中俊行 タイトルマッチ（白文字 登場順：○勝者）：田中俊行X○三木大雲 | 12月24日                    |
| 188 | 今年最後のOKOWA総決算                                                                     | 竹内義和、田中俊行、三木大雲（電話出演：西浦和也） | 12月22日                    |
| 189 | 〝事故物件住みます芸人〟は飽きた!?【刺さるキメゼリフ制作委員会】                          | 竹内義和、八幡愛、伊藤えん魔、石野桜子、杉岡みどり、ハクション中西（映像出演：ガリガリガリクソン） | 12月29日                    |
| 祝！おちゅーん200回 27時間で生配信するぞスペシャル！「アーカイブに残さないので、ご自由に発言ください方式」 |                                                                                           | |                             |
| 190 | 新・タニシ七番勝負                                                                        | 非公開 | 12月30日                    |
| 191 | スナックくノ一                                                                            | 非公開 | 12月31日                    |
| 192 | 笑えない話スペシャル                                                                      | 非公開 | 12月31日                    |
| 193 | 早朝オカルトドッチボール                                                                  | 非公開 | 12月31日                    |
| 194 | 竹内義和プロデュース「アニキメシ」                                                        | 非公開 | 12月31日                    |
| 195 | 体操みつくに2018を考えよう                                                                | 非公開 | 12月31日                    |
| | みつくに＆コヤゴのギャグ餅つき                                                            | 非公開 | 12月31日                    |
| 196 | おちゅーん戦隊スーパーライブ                                                              | 非公開 | 12月31日                    |
| 197 | 笑ってはいけない話                                                                        | 非公開 | 12月31日                    |
| 198 | 松原タニシ思い出の先輩たち                                                                | 非公開 | 12月31日                    |
| 199 | カウントダウン怖談                                                                        | 非公開 | 12月31日                    |
| 200 | 2019年書き初め！                                                                          | 非公開 | 12月31日                    |

| 2019年（201回 - 254回）     | 2019年（201回 - 254回） | 2019年（201回 - 254回） | 2019年（201回 - 254回） |
| 司会：松原タニシ（★は欠席） | 司会：松原タニシ（★は欠席） | 司会：松原タニシ（★は欠席） | 司会：松原タニシ（★は欠席） |
| #                           | 内容 | ゲスト出演者 | 配信開始 |
| --------------------------- | --- | --- | --- |
| 201                         | 新春！猛爆笑！おちゅーん寄席 | 竹内義和、田中俊行、松原美穂、石野桜子、ハクション中西、にしね・ザ・タイガー、ハニートラップ | 1月5日 |
| 202                         | 今や立派な彼らも20歳の頃はタダの人!?【オレたちの20歳】 | 竹内義和、田中俊行、石野桜子、にしね・ザ・タイガー、プリンセスやすこ | 1月12日 |
| 203                         | オレたちの30歳 | 竹内義和、田中俊行、石野桜子、にしね・ザ・タイガー、プリンセスやすこ | 1月19日 |
| 204                         | 『名作ドラマ』を曖昧な記憶で熱く語る!?『微熱…うろ覚え語り。〜ドラマ篇〜』 | 竹内義和、松本美香、にしね・ザ・タイガー、関根知佳、プリンセスやすこ | 1月26日 |
| 205                         | 節分SP『鬼より先にお前が外ぢゃ！』 | 竹内義和、村田らむ、大島てる、角田龍平、コラアゲンはいごうまん、ガリガリガリクソン | 2月2日 |
| 206                         | 最強のひまつぶし、教えます『ひまつぶしの流儀』 | 田中俊行、代走みつくに、みわゆうすけ、植山由美子、プリンセスやすこ | 2月9日 |
|                             | おちゅーんバレンタイン企画直前SP | スタッフ、★ | 2月15日 |
| 207                         | 3T＋おちゅーんスタッフでバレンタインチョコ100個ゲット大作戦！ | 竹内義和、華井二等兵、にしね・ザ・タイガー、プリンセスやすこ（映像出演：田中俊行） | 2月16日 |
| 207                         | 続・バレンタインチョコ100個ゲット大作戦！ | 竹内義和、にしね・ザ・タイガー | 2月17日 |
| 208                         | え？なんでアレを愛してたんだろ | ぶっちょカシワギ、池浦さだ夢、松本美香、八幡愛、プリンセスやすこ | 2月23日 |
| 209                         | 街ブラ大喜利・再 | MC：華井二等兵、プリンセスやすこ（映像出演：松原タニシ、田中俊行、BBゴロー、みわゆうすけ、木村茂之） | 3月2日 |
| 210                         | 3月9日は…サンキュー！間取り寿司 | 竹内義和、田中俊行、松原美穂、石野桜子、にしね・ザ・タイガー、木村康之（株式会社 八寿宏商店）、プリンセスやすこ | 3月9日 |
| 211                         | おちゅーん○○○を作ろう！ | 田中俊行、ラミー、デルタ雷鳥、プリンセスやすこ | 3月16日 |
| 211                         | 【延長戦】おちゅーん○○○を作ろう | 田中俊行、デルタ雷鳥 | 3月17日 |
| 212                         | 『タニシ立 松原小学校 おちゅーん組』 | 石野桜子、池浦さだ夢、ハクション中西、プリンセスやすこ（録画出演：小学生6人） | 3月23日 |
| 213                         | 豪華メンバー集結！『笑えない話4』＆OKOWA新バトル発表SP | 竹内義和、ぶっちょカシワギ、住倉カオス、小林幸太郎（チョップリン）、八幡愛 | 3月30日 |
| 214                         | 史上初？ベストセラー作家のカンヅメ執筆中継『事故物件住みます芸人・松原タニシのカンヅメ』1〜5 | （MC：華井二等兵、にしね・ザ・タイガー、兵頭裕） 竹内義和、田中俊行、石野桜子、釘バットさん、鬨（とき）大介、代走みつくに、コヤゴ星人、プリンセスやすこ（映像出演：横山みちや、DNA池上、ポインセチア戸田） | 4月6日 |
| 215                         | 直前SP!『OKOWAタイトルマッチ弍の章』 | 竹内義和、サムライ朝起太郎、三木大雲、ぶっちょカシワギ、プリンセスやすこ（映像出演：小森、山口綾子、プロ猿ファー・ゴル）（電話出演：Bugって花井） | 4月13日 |
| 215                         | ベストセラー作家・松原タニシの原稿は書けたか？宿題確認① | 竹内義和、田中俊行 | 4月13日 |
| 216                         | 虎と桜のOKOWA楽屋配信 | 石野桜子、にしね・ザ・タイガー、OKOWA出演者 | 4月20日 |
| 216                         | ベストセラー作家・松原タニシの原稿は書けたか？宿題確認② | OKOWA出演者 | 4月20日 |
| 216                         | OKOWA番外編！松原タニシ&怖談士達が行く！『金龍ラーメン』ツアー | OKOWA出演者 | 4月20日 |
| 216                         | 【怖い話No.1決定戦『OKOWAタイトルマッチ弐の章』 | MC：華井二等兵（審査員：吉村智樹、ぶっちょカシワギ、木村茂之、会場＆ネット投票） 6人タッグマッチ(1時間勝負：勝者渋谷怪談夜会ch) おちゅーん3T(松原タニシ、竹内義和、田中俊行) 対 渋谷怪談夜会ch(ぁみ、DJ響、伊山亮吉) 準決勝（登場順：白文字○勝者）：プロ猿ファー・ゴルX○ Bugって花井、小森X○山口綾子、決勝：山口綾子X○Bugって花井 タイトルマッチ（白文字 登場順：○勝者）：三木大雲○X Bugって花井                 | 4月22日 |
|                             | OKOWA引退！怪談住職・三木大雲（OKOWA初代王者） 〜その栄光の足跡〜 | 三木大雲 | 4月23日 |
| 217                         | OKOWAを超える〝怪談士新バトル〟『松原タニシは誕生日にヒーローになる！』 | 観戦ゲスト：松原要聞（父）、松原美穂（姉） オカルト軍 ：松原タニシ、竹内義和、田中俊行、Bugって花井、下駄華緒、デルタ雷鳥、にしね・ザ・タイガー、スタッフ1名 おちゅーん軍：代走みつくに、華井二等兵、ラミー、七野ヒロユキ、兵頭裕、スタッフ3名 | 4月27日 |
| 217                         | ベストセラー作家・松原タニシの原稿は書けたか？宿題確認③ | にしね・ザ・タイガー | 4月27日 |
| 218                         | 野宿のエキスパートが語る！『野宿があればドコでも行ける！』 | 田中俊行、Apsu Shusei、いけだてつや（映像出演：村田らむ） | 5月4日 |
| 218                         | 松原タニシのカンヅメ〜宿題できた？完結編〜 | 華井二等兵、にしね・ザ・タイガー、兵頭裕 | 5月4日 |
| 219                         | 祝・おちゅーんLIVE!4周年『4年目の事件簿。』 | 竹内義和、田中俊行、石野桜子、プリンセスやすこ | 5月11日 |
| 219                         | プレゼント抽選の生配信 | 竹内義和、石野桜子 | 5月12日 |
| 220                         | 衝撃発表続出！【OKOWA2019シーズン完全ガイド】 | 竹内義和、田中俊行、吉村智樹、ぶっちょカシワギ、プリンセスやすこ（電話出演：悠遠かなた、恐怖新聞健太郎、笑福亭飛梅、櫻井忍、石野桜子、チビル松村、Megす☆、よろづき、川奈まり子、木村茂之、住倉カオス） | 5月18日 |
| 221                         | OKOWA〜胎動Ⅱ TAIDOⅡ〜 | MC：華井二等兵（審査員：吉村智樹、ぶっちょカシワギ、木村茂之、会場＆ネット投票）、大島てる、Apsu Shusei、語り部・匠平 予選参加者（登場順：白文字◎予選通過）： カリスマ、◎石野桜子、 悠遠かなた、◎よろづき、 櫻井忍、 チビル松村、 笑福亭飛梅、 Megす☆、◎恐怖新聞健太郎 | 5月25日 |
| 221                         | OKOWA胎動Ⅱ 終了直後 楽屋配信スペシャル | OKOWA出演者 | 5月25日 |
|                             | 「タニシの国のタニシべ長者（おちゅーんLIVE! Vol.222）」の説明をします。 | スタッフ、★ | 5月27日 |
| 222                         | タニシの国のタニシべ長者 | 竹内義和、田中俊行、にしね・ザ・タイガー、代走みつくに、Bugって花井、みわゆうすけ、人生ダメ子（電話出演：八幡愛） | 6月1日 |
| 223                         | 梅雨はビッショ濡れで遊ぼう！『雨キタ！濡れて梅雨LOVE!』 | 田中俊行、コヤゴ星人、華井二等兵、にしね・ザ・タイガー、きのせひかる、くノ一凛 | 6月8日 |
|                             | OKOWAコンプリート特典＆Newグッズ紹介 | スタッフ、★ | 6月12日 |
| 224                         | 怖い話No.1決定戦！OKOWAチャンピオンシップ〜大阪闘争〜 | MC：華井二等兵（審査員：吉村智樹、ぶっちょカシワギ、木村茂之、会場＆ネット投票）三木大雲 予選参加者（登場順：白文字◎各ブロック2名予選通過） Aブロック（ 伊藤えん魔、◎中山功太、 小林幸太郎、◎下駄華緒、 前塚あつし、 つるんづマリー） Bブロック（ 吉田みるく、 大島てる、◎人生ダメ子、◎深津さくら、 DJたらちゃん、 Keisuke）                                                                                     | 6月15日 |
| 224                         | 虎と桜の楽屋配信 | 石野桜子、にしね・ザ・タイガー、OKOWA出演者 | 6月15日 |
| 225                         | 何かが違う…ヤバくね?! OKOWA2019!! | 竹内義和、石野桜子、ぶっちょカシワギ、木村茂之、デルタ雷鳥、深津さくら、プリンセスやすこ（電話出演：住倉カオス） | 6月22日 |
|                             | 【臨時配信】今週のおちゅーんLIVE!の説明をするよ | スタッフ、★ | 6月26日 |
| 226                         | OKOWA３つ求めて大阪→東京怖談蒐集旅 | 竹内義和、Apsu Shusei、下駄華緒、華井二等兵、にしね・ザ・タイガー | 6月29日 |
| 227                         | 怖い話No.1決定戦！OKOWAチャンピオンシップ〜東京闘争〜 | MC：華井二等兵（審査員：住倉カオス、川奈まり子、木村茂之、会場＆ネット投票） 予選参加者（登場順：白文字◎各ブロック2名予選通過） Aブロック（ 久樂陸、 ガリガリガリクソン、◎村田らむ、 ナナシロ、 BBゴロー、◎竹内義和） Bブロック（ 仙頭正教、 ハニートラップ梅木、◎上里洋志、 大島薫、 凸ノ高秀、◎いたこ28号） | 6月30日 |
| 227                         | 虎と桜の楽屋配信 | 石野桜子、にしね・ザ・タイガー、OKOWA出演者 | 6月30日 |
| 228                         | レッツ！たら★ればなし | 田中俊行、Apsu Shusei、ラミー、人生ダメ子 | 7月6日 |
| 229                         | 遂に決定！運命の「OKOWA開幕戦 対戦カード抽選会」 | 竹内義和、ぶっちょカシワギ、木村茂之、横山ポンスケゆうすけ（元あらじお） （電話出演：田中俊行、深津さくら、Bugって花井、中山功太、人生ダメ子、下駄華緒） | 7月13日 |
| 229                         | 松原タニシ新刊「怖い旅」プレゼント公開抽選 | 兵頭裕、横山ポンスケゆうすけ | 7月14日 |
| 230                         | 虎と〇〇のOKOWA楽屋配信！ | 兵頭裕、にしね・ザ・タイガー、OKOWA出演者 | 7月20日 |
| 230                         | 怪談・怖話 日本一決定戦！OKOWAチャンピオンシップ2019開幕戦 | MC：華井二等兵、きのせひかる（審査員：吉村智樹、ぶっちょカシワギ、木村茂之、会場＆ネット投票） 1回戦（登場順：白文字○勝者）：恐怖新聞健太郎○X松原タニシ、深津さくら○Xよろづき、原昌和○XBugって花井、中山功太○X語り部・匠平、竹内義和○X田中俊行、村田らむX○上里洋志、人生ダメ子X○いたこ28号、下駄華緒X○石野桜子                                                                                                   | 7月22日 |
| 231                         | おちゅーんアワード4th | 竹内義和、石野桜子、デルタ雷鳥、くノ一凛、兵頭裕、謎の迷彩赤山、代走みつくに、コヤゴ星人、みわゆうすけ、華井二等兵、深川正英、三木大雲、にしね・ザ・タイガー、プリンセスやすこ（電話出演：田中俊行） | 7月27日 |
| 232                         | アワード受賞記念！にしね憧れの伝説芸人と共演SP!! | かのうみなこ（かのうとおっさん）、華井二等兵、にしね・ザ・タイガー、セシル・ジュン、セシル・大河、マジック侍SHIBUYA | 8月3日 |
|                             | ApsuShusei タニシTシャツ新デザイン作画ライブ中継！ | Apsu Shusei、★ | 8月6日 |
| 233                         | 組み合わせ抽選スペシャル！OKOWAチャンピオンシップトーナメント決勝戦 | 竹内義和、吉村智樹、ぶっちょカシワギ、中山功太、にしね・ザ・タイガー、松原要聞（父）、西根たかし（父）、プリンセスやすこ（映像出演：深津さくら、いたこ28号、石野桜子、原昌和） | 8月10日 |
| 234                         | 虎と〇〇の楽屋配信 | にしね・ザ・タイガー、田中俊行、兵頭裕、OKOWA出演者 | 8月17日 |
| 234                         | 恐い話のチャンピオン決定！『OKOWAチャンピオンシップ2019 決勝戦』 | MC：華井二等兵、新宅マキ（審査員：吉村智樹、ぶっちょカシワギ、木村茂之、三木大雲、会場＆ネット投票） 準々決勝（登場順：白文字○勝者）：いたこ28号X○深津さくら、上里洋志○X恐怖新聞健太郎、竹内義和X○石野桜子、中山功太○X原昌和 準決勝（白文字 登場順：○勝者）：①中山功太○X深津さくら ②上里洋志X○石野桜子 決勝 （白文字 登場順：○勝者）：中山功太○X石野桜子                                                         | 8月20日 |
| 235                         | ドキュメント・オブ・OKOWA FINAL | 竹内義和、石野桜子、ぶっちょカシワギ、中山功太、プリンセスやすこ（映像出演：深津さくら） | 8月24日 |
|                             | OKOWAグッズ売上だけでお詫び行脚【リアル恐い旅】説明会 | スタッフ | 8月28日 |
|                             | リアル恐い旅 | 三好和也、★ | 8月31日 |
| 236                         | 新感覚クイズ『QUIZタニシはもう答えていました。』 | 竹内義和、松原美穂、代走みつくに、ラミー、にしね・ザ・タイガー、プリンセスやすこ（映像出演：松原タニシ） | 8月31日 |
| 237                         | リアル恐い旅 総集編 | 三好和也、にしね・ザ・タイガー、プリンセスやすこ | 9月7日 |
| 238                         | 誰でもみんな小悪党 | 田中俊行、伊藤えん魔、植山由美子、ラミー、プリンセスやすこ | 9月14日 |
| 239                         | ネタ帳の中身見せて♥ | 竹内義和、伊藤えん魔、小林幸太郎、葉月京、人生ダメ子、プリンセスやすこ | 9月21日 |
| 240                         | 最強のコンビニパンはどれだ!?『コンビニ！パン国志』 | ぶっちょカシワギ、吉田みるく、華井二等兵、代走みつくに | 9月28日 |
| 241                         | OKOWAタイトルマッチ挑戦者選挙 結果発表 | 竹内義和、田中俊行、ぶっちょカシワギ、にしね・ザ・タイガー、三好和也、プリンセスやすこ | 10月5日 |
| 242                         | OKOWA新競技！人怖バトルロイヤル | 石野桜子、木村茂之、下駄華緒、Apsu Shusei、華井二等兵、プリンセスやすこ（映像出演：住倉カオス、田中俊行） | 10月12日 |
| 243                         | 松原タニシ・竹内義和・田中俊行 揃い踏み！『3Tスーパーライブ』 | 竹内義和、田中俊行、代走みつくに、Bugって花井、ラミー | 10月19日 |
|                             | 田中俊行 怪談最恐戦 100万円への道 | 竹内義和、田中俊行、Bugって花井、★ | 10月20日 |
|                             | 三木大雲上人に怪談のコツを訊く!『田中俊行 “怪談最恐戦“優勝賞金100万円への道！』その2 | 田中俊行、三木大雲、三好和也、★ | 10月24日 |
|                             | 怪談最恐戦への挑戦からの帰り道 | 田中俊行、★ | 10月24日 |
| 244                         | 男の「センス良いフリ」を全て駆逐する！『恐怖のセンスWAR』開戦！ | 竹内義和、Apsu Shusei、ハクション中西、ラミー、八幡愛、駒井まち、プリンセスやすこ（映像出演：原昌和） | 10月26日 |
|                             | 三木大雲が怪談の極意を伝授！『田中俊行・怪談最恐戦100万円への道』その3 | 田中俊行、三木大雲、三好和也、★ | 10月28日 |
|                             | 三木大雲が怪談の極意を伝授！『田中俊行・怪談最恐戦100万円への道』その4 | 田中俊行、三木大雲、三好和也、★ | 10月31日 |
| 245                         | 難問！あなたもタニシ試験を受験せよ『第1回全国共通タニ試験』 | MC：かのうみなこ、石野桜子、大島てる、にしね・ザ・タイガー、デルタ雷鳥、三好和也、プリンセスやすこ（映像出演：松原タニシ） | 11月2日 |
| 246                         | もうすぐOKOWA!数々の謎が解ける！「OKOWAタイトルマッチ永遠の40秒…決着直前スペシャル」 | ぶっちょカシワギ、木村茂之、Apsu Shusei、中山功太、プリンセスやすこ（映像出演：語り部・匠平） | 11月9日 |
| 247                         | OKOWA直前！怖談師新企画『翔け！怖禁フェニックス！』 | 竹内義和、伊藤えん魔、下駄華緒、石野桜子、プリンセスやすこ | 11月16日 |
| 248                         | 虎と桜の楽屋配信！ | 石野桜子、にしね・ザ・タイガー、OKOWA出演者 | 11月23日 |
| 248                         | 怖話チャンピオン・中山功太防衛戦『OKOWAタイトルマッチ参の章』 | MC：華井二等兵（審査員：住倉カオス、ぶっちょカシワギ、木村茂之、会場＆ネット投票） 深津さくら、事故物件軍（村田らむ、松原タニシ、大島てる）vs New怪談師軍団（Apsu Shusei、国沢一誠、藤田第六感）勝者：事故物件軍 タイトルマッチ（登場順：白文字○勝者）：語り部・匠平X○中山功太 | 11月28日 |
| 249                         | 怖談チャンピオンを巡る激闘の裏側を公開『ドキュメントオブOKOWAタイトルマッチ参の章』 | 石野桜子、ぶっちょカシワギ、木村茂之、中山功太、プリンセスやすこ（映像出演：語り部・匠平、悠遠かなた） | 11月30日 |
| 250                         | 炎上！晒し！誹謗中傷！ネット恐怖体験談『ネットに傷つけられた者たち…』 | 石野桜子、ラミー、八幡愛、ガリガリガリクソン、大住有、プリンセスやすこ | 12月7日 |
| 251                         | 大怪談忘年会に桜子が殴り込み！『男と女の怖愛談』/おちゅーんLive!桜 | 竹内義和、石野桜子、下駄華緒、住倉カオス、村上ロック、いたこ28号、ハニートラップ梅木、伊山亮吉、語り部・匠平、★ | 12月13日 |
| 252                         | 世界初！怪談師がカルタに!?【作って！めくって！オカルトカルタ】 | 田中俊行、石野桜子、Apsu Shusei、にしね・ザ・タイガー | 12月14日 |
| 253                         | タニシの〝事故物件生活〟は真実か？『ゼロから始める事故物件生活』現実化計画 | 奥香織、石野桜子、ラミー、華井二等兵、にしね・ザ・タイガー、プリンセスやすこ | 12月21日 |
| 253                         | #ゼロからタニシ 抽選会 | にしね・ザ・タイガー | 12月22日 |
|                             | 「今夜は30PARTY」説明会 | スタッフ、★ | 12月26日 |
| 254                         | 恐怖の『死亡企画遊戯2019〜そして2020年大予言〜』 | 竹内義和、田中俊行、石野桜子、にしね・ザ・タイガー | 12月28日 |
| 254                         | 今夜は30PARTY：今夜も説明会 | 石野桜子、にしね・ザ・タイガー、兵頭裕 | 12月29日 |
| 今夜は30PARTY               | | | |
| 特番                        | 出演者：Bugって花井、ラミー、竹内義和、伊藤えん魔、田中俊行、Apsu Shusei、下駄華緒、石野桜子、八幡愛、代走みつくに、コヤゴ星人、村田らむ、深津さくら、デルタ雷鳥、駒井まち、ぶっちょカシワギ、人生ダメ子、吉村智樹、にしね・ザ・タイガー、華井二等兵、きのせひかる、木村茂之、炉端焼きマスク、松原美穂、くノ一凛、中山功太、住倉カオス、ガリガリガリクソン（電話出演：三木大雲、大島てる、原昌和、語り部・匠平） | 出演者：Bugって花井、ラミー、竹内義和、伊藤えん魔、田中俊行、Apsu Shusei、下駄華緒、石野桜子、八幡愛、代走みつくに、コヤゴ星人、村田らむ、深津さくら、デルタ雷鳥、駒井まち、ぶっちょカシワギ、人生ダメ子、吉村智樹、にしね・ザ・タイガー、華井二等兵、きのせひかる、木村茂之、炉端焼きマスク、松原美穂、くノ一凛、中山功太、住倉カオス、ガリガリガリクソン（電話出演：三木大雲、大島てる、原昌和、語り部・匠平） | 出演者：Bugって花井、ラミー、竹内義和、伊藤えん魔、田中俊行、Apsu Shusei、下駄華緒、石野桜子、八幡愛、代走みつくに、コヤゴ星人、村田らむ、深津さくら、デルタ雷鳥、駒井まち、ぶっちょカシワギ、人生ダメ子、吉村智樹、にしね・ザ・タイガー、華井二等兵、きのせひかる、木村茂之、炉端焼きマスク、松原美穂、くノ一凛、中山功太、住倉カオス、ガリガリガリクソン（電話出演：三木大雲、大島てる、原昌和、語り部・匠平） |
| 特番                        | オープニングステージ（19:00 - ） | ・アニキ鍋を食べよう！ ・おちゅーんソングを作ろう！（前篇） ・我流バンザイ！私が家元っ！ ・OtuneBoy & OtuneGirlコンテスト2019 ・怪談ガッツリ聞かせます！「本気で怖いおちゅーん怪談」 | 12月30日 |
| 特番                        | ミッドナイトステージ（0:00 - ） | ・ミッドナイト・オカルトドッジボール ・いつだってBugってマウススペシャル ・笑えない話・幻（非公開） ・タニシ流グルメ 乗せ飯！挟み飯！（非公開） ・パネルトーク！アタック16（非公開） ・完全版完成！「オカルタで遊ぼう！」 | 12月31日 |
| 特番                        | サンライズステージ（6:00 - ） | ★眠る？聞き流す？「恒例！おちゅーんスタッフ駄話」（休憩時間） ★大阪No.1スパイシーカレー『下駄カレー』を喰らう！ ★徹底検証！そして反省…2019年大予言（非公開） ★オカルトコレクター初冠番組!?『としゆきの♥なんだってポジティブ』 ★痩身に！健康に！やっぱりギャグが一番！「体操みつくに」 ★朝からキクぜ！人怖バトルロイヤル（非公開） ★怪談女子の裏側とは…『女子怪談』                                               | 12月31日 |
| 特番                        | ノータニシステージ（13:00 - ） | ★世界に誇る…ギャグと日本伝統文化の融合『吉例！ギャグ餅つき』 ★できない仕事がきっと見つかるグッバイワーク ★ラミズムスペシャル ★夕ぐれキャンキャン ・劇団タニシ ・おちゅるるぶ | 12月31日 |
| 特番                        | カウントダウンステージ（19:00 - 25:00） | ・笑えない下ネタ ・そば処くノ一／おちゅーんソングを作ろう(後編) ・ヒューバババーン選手権 ・令和最後の怪談祭（非公開） ・さぁご一緒に！カウントダウンあべこべ（非公開） ・おちゅーんソングを唄おう！（非公開） ・持って帰って！新春書き初め大会（非公開） | 12月31日 |

| 2020年（255回 - 305回）     | 2020年（255回 - 305回） | 2020年（255回 - 305回） | 2020年（255回 - 305回）     |
| 司会：松原タニシ（★は欠席） | 司会：松原タニシ（★は欠席） | 司会：松原タニシ（★は欠席） | 司会：松原タニシ（★は欠席） |
| #                           | 内容 | ゲスト出演者 | 配信開始                    |
| --------------------------- | --- | --- | --------------------------- |
| 255                         | 賀正！イイ話んグランプリッ！ | 竹内義和、石野桜子、松原要聞、三木大雲、プリンセスやすこ | 1月4日                      |
| 256                         | 猛爆笑！おちゅーん寄席 | 竹内義和、石野桜子、中山功太、男肉 du Soleil、ハクション中西、BBゴロー、チョップリン、伊藤えん魔、Apsu Shusei、セシル一門、我こそは田中 | 1月11日                     |
| 257                         | 私のハタチを教えてア・ゲ・ル『祝！今年のワタシはアレ成人』 | 伊藤えん魔、華井二等兵、八幡愛（映像出演：深津さくら） | 1月18日                     |
| 258                         | 『OKOWAフェス2020』怖談師が総出演！怖話続出の『スペシャル楽屋配信』 | 石野桜子、にしね・ザ・タイガー、OKOWAフェスティバル出演者 | 1月25日                     |
| 259                         | ナゼ？同じモノに別の名前?!『言葉とコトバの境界線』 | 田中俊行、吉村智樹、小林幸太郎、杉岡みどり、ラミー | 2月1日                      |
| 259                         | OKOWA次期挑戦者を緊急発表！ 二代目王者・中山功太 挑戦者発表スペシャル配信 | 中山功太 | 2月1日                      |
|                             | おちゅーんスタッフ下山からの緊急生配信 〜あいつまた何かしでかした!?〜 | 下山泰三（映像出演：松原タニシ） | 2月6日                      |
| 260                         | OKOWA新闘争勃発!! 中山功太完全包囲スペシャル！ | 竹内義和、ぶっちょカシワギ（映像出演：田中俊行、中山功太、木村茂之） | 2月8日                      |
| 261                         | 世界へ届けッ！バレンタニッシュ大作戦！ | 田中俊行、石野桜子（映像出演：松原タニシ） | 2月15日                     |
| 262                         | 1番愛シテル♥と2番目に愛シテル♥の決定的差とは？『2番目に愛して。』 | 石野桜子、木村茂之、きのせひかる、新宅マキ、ベルサイユ | 2月22日                     |
| 263                         | 怪談師？ベストセラー作家？映画原作者？…タニシはなぜ変わり果てたのか…『思てたタニシと違う』 | にしね・ザ・タイガー、田中俊行、松原美穂、みわゆうすけ、華井二等兵、我こそは田中（映像出演：松原タニシ） | 2月29日                     |
| 264                         | 自宅待機型 新ゲーム発動！｢おちゅーん宅ティクス｣ | 竹内義和、田中俊行 | 3月7日                      |
| 265                         | 怪談！猥談！都市伝説！40名のゲストが55本の秘話を語る！『おちゅーん宅フェス！』 | 怪談！猥談！都市伝説！40名のゲストが55本の秘話を語る！『おちゅーん宅フェス！』 | 3月14日                     |
| 265                         | 兵頭裕、映像（電話）出演：川奈まり子、Bugって花井、ちく☆たむ（田村響華、築田行子）、大島てる（電話）、語り部・匠平、igokuフェス企画の方、住倉カオス、原昌和、伊藤えん魔、本屋の店員さん、酒井直斗、いたこ28号、西浦達雄（電話）、村田らむ、デルタ雷鳥、竹内義和、ファミコンキッド、チュンちゃん、タケウチパンダ、中山功太（電話）、恐怖新聞健太郎、華井二等兵、BBゴロー、深津さくら、池浦さだ夢、石野桜子、Apsu Shusei（電話）、ぶっちょカシワギ、DJたらちゃん、田中俊行、下駄華緒、みわゆうすけ、にしね・ザ・タイガー、代走みつくに、木村茂之、八幡愛、中島涼子、新宅マキ、我こそは田中、かみじょうたけし | | 3月14日                     |
| 266                         | 怪談界 話題の4人がとっておきの特ダネを披露！『緊急発刊 オカルトタイムス』 | 田中俊行、Apsu Shusei、下駄華緒 | 3月21日                     |
| 267                         | 事故物件住みます芸人・松原タニシが新刊を書き上げるまで帰れない「カンヅメ執筆」生中継 1〜12 | 事故物件住みます芸人・松原タニシが新刊を書き上げるまで帰れない「カンヅメ執筆」生中継 1〜12 | 3月28日                     |
| 267                         | 石野桜子、華井二等兵、にしね・ザ・タイガー、兵頭裕、竹内義和、伊藤えん魔、八幡愛、松乾斎東光（四代）、みわゆうすけ、ぶっちょカシワギ、代走みつくに、コヤゴ星人、吉村智樹、七野ヒロユキ、Apsu Shusei、深津さくら、木村茂之、我こそは田中、Bugって花井 | | 3月28日                     |
| 268                         | 新作『恐い間取り2』は完成するのか!?『タニシのカンヅメ』打ち上げSP | 石野桜子、華井二等兵、にしね・ザ・タイガー、Apsu Shusei、深津さくら、兵頭裕 | 4月4日                      |
| 269                         | 人見知り芸人が電話だけで友達を作られるのか!?『タニダチのWA』 | 映像出演：石野桜子、中山功太、代走みつくに、村田らむ、田中俊行、電話出演：ロンキキ、しまぞうZ（キャベツ確認中）、みょーちゃん、北上論志、ロッテンダ・シャカ谷 | 4月11日                     |
| [ 注 19 ]                   | あなたのご意見 即採用！ おちゅGO作戦会議！ | 三好和也、兵頭裕 | 4月13日                     |
|                             | 事故物件住みます芸人・松原タニシvsオカルトコレクター・田中俊行『解タニシん書』 | 映像出演：田中俊行 | 4月15日                     |
|                             | 事故物件住みます芸人・松原タニシが検証！『衣装を入れ替えると面白さも入れ替わるか？』【マツバラボ その1】 | ハクション中西 | 4月16日                     |
| 270                         | 笑いゴトじゃ済まない…ドン引き話の応酬『笑えない話5』 | 映像出演：タケウチパンダ、語り部匠平、ハニートラップ梅木、ラミー、仙頭正教 | 4月18日                     |
|                             | どっちも司会者!?司会都合でゲスト不在のトークショー『にしねの部屋vsタニシの部屋』 | にしね・ザ・タイガー | 4月19日                     |
|                             | 蟻？シーモンキー？おばけエビ？おちゅーんで動物を育てるぞ！ | | 4月20日                     |
|                             | うんちくを武器に闘え！新バトルカードゲーム誕生！【Theうんちくポーカー】 | 竹内義和、兵頭裕（映像出演：ぶっちょカシワギ） | 4月22日                     |
|                             | ついに完成か!?『おちゅーんソング』 | 映像出演：田中俊行、Apsu Shusei、下駄華緒 | 4月23日                     |
| 271                         | どうなるOKOWA【OKOWAタイトルマッチ四の章 重大発表SP】 | 三好和也（映像出演：Apsu Shusei、田中俊行、石野桜子、夜馬裕、中山功太） | 4月25日                     |
|                             | OKOWAチャリティ マスク&Tシャツ をApsuとタニシが描けるまでカンヅメ！ 1〜3 | Apsu Shusei、にしね・ザ・タイガー、兵頭裕（電話出演：ハクション中西、花岡ショー、コヤゴ星人、代走みつくに、田中俊行、華井二等兵） | 4月26日                     |
|                             | 全編ハッピーな新企画！幸福発見バトル「あなたはこんなに幸福だから！」 | 石野桜子、兵頭裕、松原美穂、にしね・ザ・タイガー | 4月27日                     |
|                             | おちゅーんスタッフ㊙トーク！【おちゅーんLive!兵-HYO-】 | 兵頭裕、三好和也（映像出演：ラミー）★ | 4月29日                     |
|                             | ガールズ怪談師集結！【怖談師オンラインパーリーTheGirls!】 | 石野桜子（映像出演：デルタ雷鳥、深津さくら、DJたらちゃん）★（諸事情によりアーカイブなし） | 4月30日                     |
| 272                         | OKOWAでお馴染みの怪談師集合！【ユルッと怖談師オンラインパーリーメンズ編】 | 映像出演：中山功太、原昌和、田中俊行、恐怖新聞健太郎 | 5月2日                      |
|                             | 新企画！あらゆるお題に自宅にあるマンガで解答『お家のマンガで答えまSHOW』 | 映像出演：凸ノ高秀、村田らむ、森本サイダー、ラミー、ロビン前田 | 5月3日                      |
|                             | 驚愕のムチャ振り！たった60分で短編映画制作!?【10秒映画グランプリ！おちゅデミー賞】 | 兵頭裕、石野桜子（映像出演：ハクション中西、木村茂之、小林幸太郎）★ | 5月4日                      |
|                             | 応援ありがとうございました！伝説の3週間を振り返る！ | 三好和也、七野ヒロユキ、兵頭裕 | 5月6日                      |
| 273                         | ボクたちだけが知ってる田中俊行伝説【恐怖の俊伝説】 | 映像出演：田中俊行、Apsu Shusei、木村茂之、ロッテンダ・シャカ谷 | 5月9日                      |
| 274                         | みなさんのお陰で5周年！『おちゅーんLive!5周年SP』 | 代走みつくに、コヤゴ星人（映像出演：田中俊行、ラミー、Bugって花井、竹内義和、石野桜子） | 5月16日                     |
| 275                         | マニアック過ぎる資格・肩書きの世界『はじっこ資格ガイド オチューキャン』 | 映像出演：石野桜子、八幡愛、さとる、下駄華緒、植山由美子、森直樹（トライアングル） | 5月23日                     |
| 276                         | OKOWAタイトルマッチ四の章の全てが決まる『組合せ抽選会SP』 | ぶっちょカシワギ、兵頭裕（映像出演：竹内義和、木村茂之、石野桜子、夜馬裕、田中俊行、中山功太）電話出演：エントリーNo.16 | 5月30日                     |
| 277                         | 『OKOWA connect』楽屋裏をリモート配信！【猛虎！リモート楽屋配信】 | にしね・ザ・タイガー、兵頭裕、OKOWA出演者 | 6月6日                      |
| 277                         | 6/6開催『OKOWAタイトルマッチ四の章』特別配信！ | MC：華井二等兵、新宅マキ（審査員：吉村智樹、ぶっちょカシワギ、木村茂之、有料配信視聴者＆ネット投票）、芦屋惣次郎、哲 挑戦者決定戦 準決勝（登場順：白文字○勝者）：石野桜子○X 壱夜、夜馬裕X○田中俊行、決勝：石野桜子X○田中俊行 タイトルマッチ（白文字 登場順：○勝者）：中山功太○X田中俊行 | 6月15日                     |
| 278                         | 『OKOWAタイトルマッチ四の章』で何が起きたか？ | Apsu Shusei（映像出演：田中俊行、壱夜、夜馬裕） | 6月13日                     |
| 279                         | 映画『事故物件 恐い間取り』に出演しているおちゅーんメンバーを推理せよ！ | 石野桜子、ktym（映像出演：にしね・ザ・タイガー、華井二等兵、代走みつくに、田中俊行、松原美穂、ちく☆たむ、我こそは田中、みわゆうすけ、森本サイダー） | 6月20日                     |
| 280                         | 人それぞれの嘔吐の物語を語る『だから私は○○を吐く』 | 兵頭裕（映像出演：竹内義和、田中俊行、八幡愛、Bugって花井、ガリガリガリクソン、中山功太） | 6月27日                     |
| 281                         | 累計15万部！怪談本を超越した怪談本【恐い間取り】を深読み！ | 竹内義和、深津さくら、兵頭裕（映像出演：Apsu Shusei、木村茂之） | 7月4日                      |
| 281                         | 緊急生配信！【事故物件怪談怖い間取り2】大抽選会！ | 深津さくら、兵頭裕 | 7月5日                      |
| 282                         | 名探偵 松原タニシのアドリブ事件簿 | みわゆうすけ、代走みつくに、チョップリン、華井二等兵、関根知佳 | 7月11日                     |
| 283                         | OKOWA2020概要発表『OKOWA最終章』 | 華井二等兵（映像出演：竹内義和、田中俊行、ぶっちょカシワギ、木村茂之） | 7月18日                     |
| 284                         | 映画『事故物件 恐い間取り』公開前に、松原タニシを基礎から復習！『開講！恐い間取り塾』 | 田口万莉、カシューナッツ（ゆんぼだんぷ）、チュンちゃん、仲嶺巧（三日月マンハッタン）、（映像出演：中田秀夫、華井二等兵、田中俊行、ちく☆たむ） | 7月25日                     |
| 285                         | おちゅーん×ラミズム初コラボ！【8/1牌(パイ)の日にオリジナルドンジャラを作ろう！】 | 石野桜子、ラミー、にしね・ザ・タイガー、兵頭裕 | 8月1日                      |
| 286                         | 「つい…言っちゃった」くだらなさ過ぎる嘘話…【恐怖の嘘八百物語】 | 竹内義和、田中俊行、ハニートラップ梅木、橋山メイデン、横山ポンスケ、プリンセスやすこ | 8月8日                      |
| 286                         | 深夜の延ちゅーん！『ボクんち事故物件 2軒目』大抽選会SP | | 8月9日                      |
| 287                         | 泊まりの夜のアノ感じ♥『キャンプの夜のガサゴソ話』 | 村田らむ、Apsu Shusei | 8月15日                     |
| 288                         | 【勝手に予想！「事故物件 恐い間取り」はこうなるダービー】 | 竹内義和、石野桜子、木村茂之、中山功太、みわゆうすけ | 8月22日                     |
| 289                         | 映画『事故物件 恐い間取り』公開初日に何が起きたか？ | きのせひかる、代走みつくに、にしね・ザ・タイガー、華井二等兵、松原美穂、みわゆうすけ（映像出演：田中俊行） | 8月29日                     |
| 290                         | 映画『事故物件 恐い間取り』おちゅーん舞台挨拶 ×【OKOWA胎動Ⅲ 出場者発表】Wスペシャル | 松原美穂、華井二等兵、みわゆうすけ、代走みつくに、にしね・ザ・タイガー、関根知佳、我こそは田中（映像出演：森脇健児、きのせひかる、田中俊行） | 9月5日                      |
| 291                         | 『OKOWA胎動Ⅲ』出場全怖談士登場！【虎と桜の楽屋配信】 | にしね・ザ・タイガー、石野桜子、OKOWA出演者 | 9月12日                     |
| 291                         | 【松原タニシ発案！怖談王者決定戦OKOWA】プロ・アマ不問の一般公募による怖談バトル『OKOWA〜胎動ⅢTAIDOⅢ〜』 | MC：華井二等兵（審査員：吉村智樹、ぶっちょカシワギ、木村茂之、会場＆ネット投票）、三木大雲 予選参加者（登場順：白文字◎予選通過） Aブロック（ 店主かさご、 ぱんち、 稲森誠、 Coco、◎関根知佳） Bブロック（◎ヌ・ヒカル、 悠遠かなた、 山本洋介、 チビル松村、 みわゆうすけ） | 9月14日                     |
| 292                         | 【怖談NO.1 決定戦！】OKOWA2020シーズン開幕〜胎動Ⅲを読み解く〜 | 石野桜子（映像出演：竹内義和、ぶっちょカシワギ、中山功太、華井二等兵、にしね・ザ・タイガー、ヌ・ヒカル）（電話出演：関根知佳、コヤゴ星人） | 9月19日                     |
| 293                         | 新企画！理由の見えないものに理由を後付けよ！『理由を後付けて…』 | 田中俊行、伊藤えん魔、杉岡みどり、西野恭之介 | 9月26日                     |
| 293                         | 中田秀夫監督×松原タニシ『事故物件 恐い間取り』を語る！&『OKOWA』大発表！ | 映像出演：中田秀夫 | 9月27日                     |
| 294                         | みんなで〝松原タニシ採集〟しよう！『TV・雑誌・WEBで見つけた！タニ新種』 | 石野桜子、にしね・ザ・タイガー、松原美穂、みわゆうすけ、八幡愛（映像出演：松原タニシ） | 10月3日                     |
| 295                         | 【最年少は小学6年生】史上初！20歳未満＆学生による怖談バトル『OKOWAバース・バトル』 | MC：華井二等兵（審査員：吉村智樹、ぶっちょカシワギ、木村茂之、会場＆ネット投票）、深津さくら 予選参加者（登場順：白文字◎予選通過）： 美霊、 杉山賢太、 ふう、 さくら若菜、◎黒ねこ、 皿屋敷あみ、 おりな | 10月10日                    |
| 295                         | ＼OKOWA出演の学生怖談士登場／【虎と桜とタニシのアフター楽屋配信】 | 石野桜子、にしね・ザ・タイガー、竹内義和、木村茂之、華井二等兵、ぶっちょカシワギ、深津さくら、OKOWA出演者（18歳以上） | 10月10日                    |
| 296                         | 実は…あの人もYouTuber『さぁ、私のYouTubeを見なさい。』 | チョップリン、松原美穂、ハクション中西、華井二等兵 | 10月17日                    |
|                             | 【大発表続々！】OKOWA東京闘争＆2020大発表スペシャル配信 | 三好和也（映像出演：村田らむ、よろづき、夜馬裕、壱夜、鈴木孝之、綾瀬凛） | 10月19日                    |
| 297                         | 【初登場のあの人も乱入！】『虎と桜の楽屋配信・OKOWA東京闘争編』 | 石野桜子、にしね・ザ・タイガー、団長安田、OKOWA出演者 | 10月24日                    |
| 297                         | 【最新】14名の怖談士が激突！【OKOWA東京闘争2020】 | MC：華井二等兵（審査員：望月哲史、角由紀子、木村茂之、会場＆ネット投票）、中山功太 予選参加者（登場順：白文字◎予選通過） Aブロック（ 鈴木孝之、 綾瀬凛、◎壱夜、◎小森躅也、◎村田らむ、 凸ノ高秀、 PE-） Bブロック（ 仙頭正教、 BBゴロー、◎大島薫、 久樂陸、 よろづき、◎インディ、 山口綾子） | 10月26日                    |
| 298                         | 【世界初！】タニシが借りてる全5大事故物件から同時中継【事故物件deハロウィーンパーティ！】 | 兵頭裕（映像出演：松原タニシ、仲嶺巧、カシューナッツ、にしね・ザ・タイガー、ひがやすあき） | 10月31日                    |
| 299                         | 【松原タニシ出陣前夜】OKOWA大阪闘争 完全発表スペシャル | 映像出演：竹内義和、DJたらちゃん、恐怖新聞健太郎、濱幸成、池浦さだ夢、伊藤えん魔、インディ、夜馬裕 | 11月7日                     |
| 300                         | OKOWA 大阪闘争 虎と桜の楽屋配信2020）FINAL | 石野桜子、にしね・ザ・タイガー、OKOWA出演者 | 11月14日                    |
| 300                         | 「OKOWAチャンピオンシップ〜大阪闘争〜」生中継 | MC：きのせひかる、新宅マキ（審査員：吉村智樹、ぶっちょカシワギ、木村茂之、会場＆ネット投票）、語り部・匠平、田中俊行、上里洋志、深津さくら、石野桜子 予選参加者（登場順：白文字◎予選通過） Aブロック（ 大島てる、 前塚あつし、 濱幸成、 恐怖新聞健太郎、◎ヌガザカ、◎松原タニシ、◎Bugって花井） Bブロック（ 竹内義和、 梅木カブチェンコ、 つるんづマリー、 ガリガリガリクソン、◎ふたなりDJたらちゃん、 池浦さだ夢、◎伊藤えん魔） | 11月19日                    |
| 301                         | 【完全解剖】OKOWA総集編＜どうなる？チャンピオンシップ＞ | 石野桜子、Bugって花井、伊藤えん魔（映像出演：木村茂之、ぶっちょカシワギ、ヌ・ヒカル、黒ねこ、小森躅也、上里洋志） | 11月21日                    |
| 302                         | 【激論】『人生でガチに役立つ教育委員会』 | 竹内義和、石野桜子、田中俊行、ガリガリガリクソン | 11月28日                    |
| 303                         | 【クセ者集結】『あんなコトにもお作法を作ろう』 | 映像出演：竹内義和、伊藤えん魔、中山功太、梅木カブチェンコ、ラミー | 12月5日                     |
| 304                         | 【必見！】OKOWA！年末カウントダウン！おちゅフェス!気になる事『いろいろ発表いたします』 | 兵頭裕、スタッフ | 12月12日                    |
| 305                         | 【怪談・人怖】OKOWA戦士候補者が怖談披露！『OKOWAチャンネル様、コラボお願いします！』 | 竹内義和、ぶっちょカシワギ（映像出演：杉岡みどり、かのうみなこ、我こそは田中、どんぐり兄弟さとる、橋山メイデン、駒井まち、木村茂之） | 12月19日                    |
|                             | 【緊急生配信】5周年イベント『おちゅフェス』全力説明会 | 三好和也 | 12月24日                    |
| [ 注 22 ]                   | おちゅーん5周年記念 おちゅフェスアフターパーティ | Bugって花井、ラミー、おちゅフェス出演者 | 12月26日                    |
| 特番                        | 笑えない話！OKOWA！ドッジボール！貴方と30人超の出演者が2軍に別れて激突！/松原大戦争！ | 笑えない話！OKOWA！ドッジボール！貴方と30人超の出演者が2軍に別れて激突！/松原大戦争！ | 12月31日                    |
| 特番                        | 兵頭裕、田中俊行、石野桜子、我こそは田中、竹内義和、深津さくら、みわゆうすけ、ラミー、松原美穂、中山功太、木村茂之、吉村智樹、黒ねこ、華井二等兵、きのせひかる、代走みつくに、コヤゴ星人、Bugって花井（映像出演：にしね・ザ・タイガー、下駄華緒、仙頭正教、夜馬裕、村田らむ、ヌ・ヒカル、壱夜、Apsu Shusei、小森躅也） | | 12月31日                    |

| 2021年（306回 - 358回）                                                              | 2021年（306回 - 358回） | 2021年（306回 - 358回） | 2021年（306回 - 358回） |
| 司会：松原タニシ（★は欠席）                                                          | 司会：松原タニシ（★は欠席） | 司会：松原タニシ（★は欠席） | 司会：松原タニシ（★は欠席） |
| #                                                                                    | 内容 | ゲスト出演者 | 配信開始 |
| ------------------------------------------------------------------------------------ | --- | --- | --- |
| 306                                                                                  | 【松原タニシ新春生配信】フェスだ！初日の出だ！アワードだ！【タニシの年末年始を語る】 | 竹内義和、石野桜子 | 1月2日 |
| 307                                                                                  | 【松原タニシの2021年の公約！】2021年 抱負ドラフト会議 | みわゆうすけ、伊藤えん魔、田中俊行、にしね・ザ・タイガー（映像出演：中山功太） | 1月9日 |
| 308                                                                                  | 【初体験やります】『まだやってないことを初める！2021』 | 石野桜子、にしね・ザ・タイガー、代走みつくに、深津さくら（映像出演：船木誠勝、八幡愛、仙頭正教） | 1月16日 |
| 309                                                                                  | 【松原タニシ最期の1年!?】『ラストイヤーもピリッとしないタニシに喝！いい話んグランプリ再起動』 | 石野桜子、船木誠勝、ガリガリガリクソン、三木大雲（映像出演：松原要聞） | 1月23日 |
| 310                                                                                  | 【松原タニシの肛門が危機】私達は尻に泣き、尻に笑った…『私たちのケツ談。」 | 石野桜子、吉村智樹、田中俊行、ラミー | 1月30日 |
| 311                                                                                  | 【衝撃の結末】怖談No1決定戦『OKOWA 2020』第3フェイズ組合せ抽選会 | 竹内義和、ぶっちょカシワギ、田中俊行、代走みつくに、コヤゴ星人、兵頭裕（映像出演：木村茂之、ヌガザカ、ヌ・ヒカル、大島薫、語り部・匠平、インディ、壱夜、小森躅也、伊藤えん魔、DJたらちゃん、村田らむ） | 2月6日 |
| 312                                                                                  | 【事故物件生配信！】映画【事故物件 恐い間取り】をガチ事故物件で松原タニシ本人が見たら…どうなる？ | 仲嶺巧 | 2月10日 |
| 313                                                                                  | 【奈緒×松原タニシトーク】映画【事故物件 恐い間取り】を10000倍楽しめる裏ネタ放出！ | 石野桜子、松原美穂、華井二等兵、にしね・ザ・タイガー、代走みつくに、田中俊行、我こそは田中、みわゆうすけ（映像出演：奈緒、高松新一、みょーちゃん） | 2月13日 |
| 314                                                                                  | 【OKOWAチャンピオンシップ2020 1stステージ】観戦パーフェクトガイド | 三好和也、七野ヒロユキ、兵頭裕（映像出演：松原タニシ、中山功太、木村茂之） | 2月20日 |
|                                                                                      | 【2/26(金)生配信】全怖談士集合！『OKOWA JAPAN ROUND 楽屋配信』 | 石野桜子、にしね・ザ・タイガー、OKOWA出演者 | 2月26日 |
| 【怖い話No.1決定戦】OKOWAチャンピオンシップ2020 1stステージ＜第1日目＞               | MC：松原タニシ、きのせひかる（審査員：吉村智樹、ぶっちょカシワギ、木村茂之、会場＆ネット投票） 予選参加者（登場順：白文字◎予選通過）： 大島薫、 伊藤えん魔、 黒ねこ、◎田中俊行、 インディ                                                                           | 3月26日 | |
|                                                                                      | 【2/27(土)生配信】全怖談士集合！『OKOWA JAPAN ROUND 楽屋配信』 | 石野桜子、にしね・ザ・タイガー、OKOWA出演者 | 2月27日 |
| 【OKOWA最新回】怖い話No.1決定戦『OKOWAチャンピオンシップ2020』1stステージ＜第2日目＞ | MC：華井二等兵、きのせひかる（審査員：吉村智樹、ぶっちょカシワギ、木村茂之、会場＆ネット投票）、丸山ゴンザレス 予選参加者（登場順：白文字◎予選通過）： Bugって花井、 壱夜、 DJたらちゃん、◎松原タニシ、 小森躅也                                                    | 3月27日 | |
| 315                                                                                  | 【松原タニシが今年命を失う?!】『いかに生き残るか徹底討論！松原タニシラストイヤーサミット』 | 華井二等兵、松原美穂、三木大雲、竹内義和、木村茂之、田中俊行、にしね・ザ・タイガー、ぶっちょカシワギ | 2月27日 |
|                                                                                      | 【2/28(日)生配信】全怖談士集合！『OKOWA JAPAN ROUND 楽屋配信』 | 石野桜子、にしね・ザ・タイガー、OKOWA出演者 | 2月28日 |
| 【怖い話No.1決定戦】OKOWAチャンピオンシップ2020 1stステージ＜第3日目＞               | MC：松原タニシ、華井二等兵（審査員：吉村智樹、ぶっちょカシワギ、木村茂之、会場＆ネット投票） 予選参加者（登場順：白文字◎予選通過）： ヌガザカ、 ヌ・ヒカル、◎語り部・匠平、 村田らむ、 関根知佳                                                                     | 3月28日 | |
| 316                                                                                  | 【怖談士総登場】『OKOWA JAPAN ROUND 徹底総括』 | 三好和也（映像出演：語り部・匠平、木村茂之、梅木カブチェンコ、夜馬裕、竹内義和、山本洋介、ぶっちょカシワギ、インディ、黒ねこ、伊藤えん魔、壱夜、DJたらちゃん、村田らむ、田中俊行） | 3月6日 |
| 317                                                                                  | 【タニシ芸人史】『お笑いブームの2000年代…その時、松竹はどう動いた？』 | 代走みつくに、関根知佳、華井二等兵、兵頭裕（映像出演：森本サイダー） | 3月13日 |
| 318                                                                                  | 【ココだけの話】健全にブッ飛ぶ方法教えます『合法的バッキバキ講座』 | 池浦さだ夢、ガリガリガリクソン（映像出演：村田らむ、角由紀子、田中俊行） | 3月20日 |
| 319                                                                                  | 【ゲーム実況？】リアル街ブラRPG【ファイナル・ファンタニシー】 | 華井二等兵、にしね・ザ・タイガー、ぶっちょカシワギ、ラミー、兵頭裕（映像出演：松原タニシ） | 3月27日 |
| 320                                                                                  | 【6怖談士集結！】『OKOWA TOKYO6 対戦カード抽選会』 | 華井二等兵、石野桜子、ぶっちょカシワギ（映像出演：きのせひかる、上里洋志、語り部・匠平、田中俊行、木村茂之） | 4月3日 |
| 321                                                                                  | イチバンお菓子を美味しく語るのは誰だ？『OKASHI チャンピオンシップ2021・春』 | 華井二等兵、石野桜子、ぶっちょカシワギ、関根知佳、八幡愛、ガリガリガリクソン、兵頭裕（映像出演：村田らむ） | 4月10日 |
| 322                                                                                  | 【予言的中】今年〝全てを失う〟と予言されたタニシは、本当に何かを失ったか？ | にしね・ザ・タイガー、ぶっちょカシワギ（映像出演：木村茂之、大島てる、田中俊行、仲嶺巧） | 4月17日 |
| 323                                                                                  | 【OKOWA怖談士全員集合！】OKOWA TOKYO6虎とヒョウの楽屋配信~撤収完了まで完全生配信SP | にしね・ザ・タイガー、兵頭裕、OKOWA出演者 | 4月24日 |
| 323                                                                                  | 【怖い話No.1決定戦】『OKOWA TOKYO6』〜OKOWA2020セミファイナル〜 | MC：華井二等兵、きのせひかる（審査員：吉村智樹、ぶっちょカシワギ、角由紀子、会場＆ネット投票）、黒ねこ （登場順：白文字○勝者）：石野桜子X○松原タニシ、上里洋志○X深津さくら、田中俊行X○語り部・匠平 | 4月29日 |
|                                                                                      | 【松原タニシ誕生日！】『タニシの聖地巡礼』 | 三好和也（映像出演：誕生日祝いコメント多数） | 4月28日 |
| 324                                                                                  | 【名場面】『OKOWA TOKYO6』総集編 | にしね・ザ・タイガー、ぶっちょカシワギ、深津さくら（映像出演：いたこ28号、インディ、梅木カブチェンコ、木村茂之、語り部・匠平、田中俊行、上里洋志、石野桜子、中山功太） | 5月1日 |
| 325                                                                                  | チ○チ○歩き？うまい棒？空間SE○？家でもできる新オリンピック競技を提言【家リンピック組織委員会】 | 関根知佳、ノブヨシ日本代表（映像出演：上里洋志、村田らむ、田中俊行）（電話出演：原昌和、語り部・匠平） | 5月8日 |
| 326                                                                                  | 【ド忘れ解消】脳トレクイズゲーム『分かっているのに思い出せん』 | 竹内義和、石野桜子、代走みつくに、コヤゴ星人 | 5月15日 |
| 327                                                                                  | 【いつでも挑戦できる怖い話王座決定戦】『ハード怖〜HARD-OKOWA〜』初代王者決定戦！ | ぶっちょカシワギ（映像出演：みわゆうすけ、吉田みるく、植山由美子、チュンちゃん、新宅マキ、梅木カブチェンコ、杉岡みどり、華井二等兵、つるんづマリー、ムラシマ・カリ、高橋沙織、仙頭正教） | 5月22日 |
| 328                                                                                  | ＼OKOWAチャリティSP／【OKOWA 八部衆登場！ハード怖タイトルマッチ】【OKOWA FINAL 優勝予想SP】 | ぶっちょカシワギ、アオガチョウ、石野桜子（映像出演：マシンガンジョー、Apsu Shusei、村田らむ、ミロ、インディ、山口綾子、ギツシ、壱夜、シャクナゲ通信、竹内義和、大島てる、伊藤えん魔、語り部・匠平、上里洋志、中山功太） | 5月29日 |
|                                                                                      | 【事故物件住みます芸人・松原タニシの原点を探る】『タニシ国88カ所聖地巡礼〜その弐〜』 | | 5月31日 |
| 329                                                                                  | 【今思うと怖い！コドモの悪事『子供事件簿』】 | 吉村智樹、きのせひかる、ラミー、飛び出せっ!安藤っ!（映像出演：植山由美子、田中俊行） | 6月5日 |
| 330                                                                                  | もう手遅れだけど…(__;)あの黒歴史…どうすりゃよかった？【攻略法を考える会】 | 竹内義和、石野桜子、みわゆうすけ、ガリガリガリクソン、兵頭裕（映像出演：村田らむ、伊藤えん魔、マルガ、スペースMegす） | 6月12日 |
| 331                                                                                  | 【父のガチ怖話】『ベストファザ怖賞』&『ハード怖タイトルマッチ⑤』 | 石野桜子、Apsu Shusei、Bugって花井、関根知佳、兵頭裕（映像出演：ハリード、お魚くわえたどら猫、八重樫玉藻、うめとら78） | 6月19日 |
| 332                                                                                  | 20歳の皆様へ〝昭和のヤバさ〟教えます！『昭和サイコー学①〜人物編〜』 | 竹内義和、吉村智樹、ぶっちょカシワギ、昭和を知らない生徒5名 | 6月26日 |
| 333                                                                                  | 【松原タニシ最新刊「死る旅」発売記念】『物書きの天国と地獄を知る旅』 | 竹内義和、深津さくら、ガリガリガリクソン（映像出演：村田らむ、仙頭正教） | 7月3日 |
|                                                                                      | 【事故物件住みます芸人・松原タニシの闇】『タニシ国88カ所聖地巡礼③浪人・大学時代編』 | | 7月7日 |
|                                                                                      | 【松原タニシ最新刊本日発売記念】『死る旅』に登場する〝あのスポット〟から生中継！ | | 7月9日 |
| 334                                                                                  | Amazonベストセラー達成！【松原タニシ最新作「死る旅」記念公開記者会見〜あなたも記者！〜】 | | 7月10日 |
| 335                                                                                  | 【OKOWA新企画発表】この夏の「怖い話No.1決定戦・OKOWA」全貌公開 | 華井二等兵（映像出演：黒史郎、チカモリ鳳至、中山功太） | 7月17日 |
| 336                                                                                  | 【悲報】『後悔…ガチで知らなきゃよかった話』 | ガリガリガリクソン、きょうくん（ザ・プラン9）、杉岡みどり（映像出演：田中俊行、仙頭正教） | 7月24日 |
| 337                                                                                  | 【怖談だらけの夏祭】OKOWA日本代表決定戦『OKOWAコワリンピック』 | 華井二等兵、きのせひかる、石野桜子、吉村智樹、ぶっちょカシワギ（映像出演：いたこ28号、川奈まり子、竹内義和、Apsu Shusei、伊藤えん魔、田中俊行、Bugって花井、中山功太、インディ、小森躅也、ヌガザカ、村田らむ、語り部・匠平、壱夜、黒史郎、チカモリ凰至、チビル松村、上里洋志、小原猛、恐怖新聞健太郎、DJたらちゃん、濱幸成） | 7月31日 |
| 338                                                                                  | 【40-60歳怖談士のTikTok初挑戦】『OKOWA TikTokバトル』攻略法 | 竹内義和、石野桜子、田中俊行、Bugって花井（映像出演：シダヒナノ） | 8月7日 |
| 339                                                                                  | 松原タニシの居ぬ間に語り合う…『タニシも知らない!?タニ怖話』 | にしね・ザ・タイガー、代走みつくに、みわゆうすけ、華井二等兵、デジタルケイタ、田中俊行（映像出演：村田らむ） | 8月14日 |
| 340                                                                                  | 【超激ウマ菓子】世界最強ぬれせんべい決定戦『N1000グランプリ』開幕 | 石野桜子、ガリガリガリクソン、竹内義和、ぶっちょカシワギ、八幡愛、Dame.co.jp | 8月21日 |
|                                                                                      | 松原タニシ新著『死る旅』で巡った心霊スポット・聖地をバーチャル巡礼【聖地巡礼④】 | 華井二等兵、にしね・ザ・タイガー（映像出演：猪狩僚） | 8月22日 |
| 341                                                                                  | 【怖談士のドキュメント】『OKOWA the MOVIE~RISE~』を一緒に観る会 | 竹内義和、石野桜子、ぶっちょカシワギ、深津さくら、三丸真功（映像出演：田中俊行、OKOWA the MOVIE~RISE~出演者） | 8月28日 |
| 342                                                                                  | 【OKOWAついに決着】『OKOWA 2020 FINAL』大発表＆全部予習SP! | 竹内義和（映像出演：田中俊行、木村茂之、ぶっちょカシワギ） | 9月4日 |
| 343                                                                                  | 【遂に明日 最終決戦！】『OKOWA 2020 FINAL』対戦カード決定！前夜祭SP | 華井二等兵、石野桜子、深津さくら、中山功太、語り部・匠平、上里洋志、にしね・ザ・タイガー（映像出演：田中俊行） | 9月11日 |
|                                                                                      | OKOWA FINAL2020楽屋配信 | 石野桜子、にしね・ザ・タイガー、OKOWA出演者 | 9月12日 |
| 【怖談チャンプ決定！】＜決勝戦＞『OKOWAチャンピオンシップ2020FINAL』                 | MC：華井二等兵、きのせひかる、浜村淳、おりな、ヌ・ヒカル、三木大雲（審査員：吉村智樹、ぶっちょカシワギ、木村茂之、会場＆ネット投票） 準決勝（登場順：白文字○勝者）：①語り部・匠平X○上里洋志 ②松原タニシX○中山功太 決勝 （白文字 登場順：○勝者）：上里洋志○X中山功太 | 9月18日 | |
| 344                                                                                  | 【怪談師たちが語る】『OKOWA 2020 FINAL』総集編！ | 9月18日 | 華井二等兵、三好和也、兵頭裕（映像出演：伊藤えん魔、竹内義和、石野桜子、Apsu Shusei、田中俊行、深津さくら、語り部・匠平、中山功太、上里洋志） |
| 345                                                                                  | 【ガチで怖い映画はコレ！】『意外と怖い映画祭』 | 八幡愛、みわゆうすけ、インディ（映像出演：きのせひかる、木村茂之） | 9月25日 |
| 346                                                                                  | 【フリートーク師の即興トーク対決】『語士ス大戦争」 | 石野桜子（映像出演：竹内義和、梅木カブチェンコ、仙頭正教、中山功太、田中俊行、村田らむ） | 10月2日 |
|                                                                                      | 【美熟女が赤裸々に語るニャー】『語士ス大戦争敗者・石野桜子トーク修行』 | 石野桜子 | 10月3日 |
| 347                                                                                  | 【怪談・人怖】夜の街でアポなし怖い話集め！『深夜の怖談採集』 | 華井二等兵（映像出演：インディ、ヌガザカ、DJたらちゃん、Dr.マキダシ、ぶっちょカシワギ） | 10月9日 |
| 348                                                                                  | 【事故物件ラボ×生きる×おちゅーん】タニシ冠番組対抗『最高のタニシ決定戦』 | 石野桜子、代走みつくに、にしね・ザ・タイガー、兵頭裕（映像出演：大島てる） | 10月16日 |
| 349                                                                                  | 【緊急】事故物件物件住みます芸人・松原タニシ最期の大発表 | 三木大雲、三好和也（映像出演：木村茂之、音声出演：「松原タニシの生きる」松山ディレクター） | 10月23日 |
| 350                                                                                  | 【最後のハロウィン？】100人の松原タニシコスプレ大作戦！ | 松原美穂、ラミー、にしね・ザ・タイガー、ぶっちょカシワギ（映像出演：松永天馬、山中おくら、藤田第六感） | 10月30日 |
| 351                                                                                  | 事故物件住みます芸人・松原タニシの〝終活〟 | 竹内義和、田中俊行（映像出演：木村茂之、きのせひかる、深川正英、猪狩僚、江尻浩二郎、音声出演：松原要聞） | 11月6日 |
| 352                                                                                  | 【松原タニシの新ゲーム】『心スポでコワイバルゲーム』 | 兵頭裕（映像出演：みわゆうすけ、華井二等兵、にしね・ザ・タイガー） | 11月13日 |
| 353                                                                                  | 【強制マッチング】事故物件住みます芸人・松原タニシの〝未亡人〟オーディション | 宮川陽香、ラミー、関根知佳、石野桜子、Bugって花井、にしね・ザ・タイガー、兵頭裕（映像出演：ベルサイユ） | 11月20日 |
| 354                                                                                  | 【トップ怪談師集結】新ジャンル怖談連発！誰も聞いた事無い怖談はいかがですか？ | 竹内義和、村田らむ、インディ、夜馬裕（映像出演：田中俊行） | 11月27日 |
| 355                                                                                  | 【検証】今年、命を失うと予言された松原タニシ…実は何を失ったか確認 | 石野桜子、にしね・ザ・タイガー（映像出演：田中俊行、仲嶺巧、大島てる） | 12月4日 |
|                                                                                      | ライブ×お通夜!?【松原タニシのライブ通夜ー】虎と桜の楽屋配信 | 石野桜子、にしね・ザ・タイガー、兵頭裕、ライブ通夜ー出演者 | 12月6日 |
| 356                                                                                  | 【怖談士集結】OKOWA2021年総集編〜そして2022年大予想〜 | ぶっちょカシワギ、中山功太、上里洋志、兵頭裕（映像出演：木村茂之、語り部・匠平） | 12月11日 |
| 357                                                                                  | 【事故物件住みます芸人…誕生譚】松原タニシの聖地巡礼 | ぶっちょカシワギ、みわゆうすけ、代走みつくに、兵頭裕、華井二等兵、にしね・ザ・タイガー | 12月18日 |
|                                                                                      | 『事故物件住みます芸人・松原タニシのおそうしき』とは何？/12月31日開催 | 兵頭裕、三好和也 | 12月22日 |
| 358                                                                                  | 【怖すぎる恋愛話】ラブ怖話を妻たちと語るクリスマス | 田中俊行、石野桜子、Bugって花井、ラミー、にしね・ザ・タイガー | 12月25日 |
| 特番                                                                                 | 松原タニシのおそうしき | 松原タニシのおそうしき | 12月31日 |
| 特番                                                                                 | 【芸人の私服】総額何円で落札される？オークション会場全て見せます！ | 代走みつくに、みわゆうすけ、天然もろこし | 12月31日 |
| 特番                                                                                 | 【丸裸】実は知らない事故物件に住む芸人の中身！クイズ形式で暴いていきます。 | 代走みつくに、みわゆうすけ、天然もろこし | 12月31日 |

| 2022年（359回 - ）          | 2022年（359回 - ）          | 2022年（359回 - ）          | 2022年（359回 - ）          |
| 司会：松原タニシ（★は欠席） | 司会：松原タニシ（★は欠席） | 司会：松原タニシ（★は欠席） | 司会：松原タニシ（★は欠席） |
| #                           | 内容                        | ゲスト出演者                | 配信開始                    |
| --------------------------- | --------------------------- | --------------------------- | --------------------------- |
|                             | ー                          | ー                          | 1月1日                      |
| 359                         |                             |                             |                             |

### いつだってBugってマウス
配信時間：毎週金曜日 21:00 から
| 2017年 - 2019年   | 2017年 - 2019年                                  | 2017年 - 2019年   | 2017年 - 2019年   |
| 司会：Bugって花井 | 司会：Bugって花井                                | 司会：Bugって花井 | 司会：Bugって花井 |
| #                 | 内容                                             | ゲスト出演者      | 配信開始          |
| 2017年            | 2017年                                           | 2017年            | 2017年            |
| ----------------- | ------------------------------------------------ | ----------------- | ----------------- |
| 1                 | 【自己紹介スペシャル】                           |                   | 7月18日           |
| 2                 | ★メガマウスアイドルが気になるアレを一刀両断！    |                   | 7月26日           |
| 3                 | ★科学で解説!?オカルトの正体は○○○○か？            | アニワギはかせ    | 8月2日            |
| 4                 | 『花井の○×』にしっくりくる新たな名前を決めマウス |                   | 8月8日            |
| 5                 | 小人に宇宙人…オカルト体験談に流行アリ？          | アニワギはかせ    | 8月16日           |
| 6                 | オバケを見る方法はある？科学で分析！             | アニワギはかせ    | 8月24日           |
| 7                 | 復活生配信SP                                     |                   | 11月21日          |
| 8                 | みんなで「○-1必勝ネタ」を作ろう！                | ぶっちょカシワギ  | 11月28日          |
| 2018年            |                                                  |                   |                   |
| 9                 | Bugって花井の被り物リニューアル企画＆お披露目    | 仲谷進            | 3月6日            |
| 10                | バグリストが再び！                               |                   | 5月29日           |
| 11                | 題名なし                                         |                   | 8月31日           |
| 2019年            |                                                  |                   |                   |
| 12                | ＼ホラーゲーム「夜廻」実況SP／                   |                   | 3月22日           |
| 13                | 続・ホラーゲーム「夜廻」実況SP！                 |                   | 6月7日            |
| 14                | 再始動SP！いつだってBugってマウス                |                   | 11月1日           |
| 15                | 台湾ホラー「返校-Detention-」実況！②             |                   | 11月8日           |
| 16                | 台湾ホラー「返校-Detention-」実況！③             |                   | 11月15日          |
| 17                | これからのいつバグを考えマウス！                 |                   | 11月22日          |
| 18                | オープニングの衝撃再び!?「深夜廻」実況！         |                   | 11月29日          |
| 19                | 前作配信もあるよ！「深夜廻」実況！2夜目          |                   | 12月6日           |
| 20                | 友達探して夜の街「深夜廻」実況！3夜目            |                   | 12月13日          |
| 21                | 「深夜廻」4夜目！友達探して夜の街                |                   | 12月20日          |
| 22                | 放送中にクリアなるか?!「深夜廻」実況！5夜目      |                   | 12月27日          |

| 2020年            | 2020年 | 2020年                     | 2020年            |
| 司会：Bugって花井 | 司会：Bugって花井 | 司会：Bugって花井          | 司会：Bugって花井 |
| #                 | 内容 | ゲスト出演者               | 配信開始          |
| ----------------- | --- | -------------------------- | ----------------- |
|                   | ー | ー                         | 1月3日            |
| 23                | サメ映画研究所「ゾンビシャーク(吹替)」をみんなで観よう！                                                                      |                            | 1月10日           |
| 24                | 新システム導入?!「Machinarium 」実況！①                                                                                       |                            | 1月17日           |
| 25                | ポンコツ？ロボを導け！「Machinarium 」実況！②                                                                                 |                            | 1月24日           |
| 26                | ポンコツ？ロボを導け！「Machinarium 」実況！③                                                                                 |                            | 1月31日           |
| 27                | ゴールか?!「Machinarium 」実況！④                                                                                             |                            | 2月7日            |
| 28                | バレンタイン+怖い話スペシャル                                                                                                 |                            | 2月14日           |
| 29                | 見た目はレトロゲー「2064: Read Only Memories」実況①                                                                           |                            | 2月21日           |
| 30                | 【実況】「2064: Read Only Memories」②                                                                                         |                            | 2月28日           |
| 31                | 【実況】「2064: Read Only Memories」③                                                                                         |                            | 3月6日            |
| 32                | 【実況】「2064: Read Only Memories」④                                                                                         |                            | 3月13日           |
| 33                | サメホラー映画を作る！ | 竹内義和、田中俊行         | 3月20日           |
| 34                | 【バイオハザード新作】『BIOHAZARD RESISTANCE』オープンベータテスト(＊)参戦                                                    |                            | 3月27日           |
| 35                | 【バイオハザード新作】『BIOHAZARD RE:3 Demo                                                                                   |                            | 4月3日            |
| 36                | 【バイオハザード新作実況】BIOHAZARD RESISTANCE                                                                                |                            | 4月10日           |
| 37                | 【雪辱戦】BIOHAZARD RESISTANCE                                                                                                |                            | 4月17日           |
| 38                | 【才能開花?!】BIOHAZARD RESISTANCE                                                                                            |                            | 4月24日           |
| 39                | 【実践編】BIOHAZARD RESISTANCE                                                                                                |                            | 5月1日            |
| 40                | 【今日こそ勝つ！】BIOHAZARD RESISTANCE                                                                                        |                            | 5月8日            |
| 41                | 【まだまだやる！】BIOHAZARD RESISTANCE                                                                                        |                            | 5月15日           |
| 42                | 【勝つまでやる！】BIOHAZARD RESISTANCE                                                                                        |                            | 5月22日           |
| 43                | 【勝たねば！】BIOHAZARD RESISTANCE                                                                                            |                            | 5月29日           |
| 44                | 花井的ゲームアワード2019授与式 前編                                                                                           |                            | 6月5日            |
| 45                | 花井的ゲームアワード2019授与式 後編                                                                                           |                            | 6月12日           |
| 46                | 【SharkPG?】Maneater |                            | 6月19日           |
| 47                | 【SharkPG?】Maneater |                            | 6月26日           |
| 48                | 【SharkPG】Maneater |                            | 7月3日            |
| 49                | 【SharkPG】Maneater |                            | 7月10日           |
| 50                | 【SharkPG】Maneater |                            | 7月17日           |
| 51                | 【SharkPG】Maneater |                            | 7月24日           |
| 52                | 【今日はゲームではなくトーク】                                                                                                | 兵頭裕                     | 7月31日           |
| 53                | いつだってBugってマウス のライブ配信                                                                                          | 藤本ぽやな                 | 8月7日            |
| 54                | 今夜でクリア!?「Maneater」ゲーム実況                                                                                          |                            | 8月14日           |
| 55                | 野田ゲー『 愛方さがし 』 |                            | 8月21日           |
| 56                | 説明不能…世にも奇妙過ぎる「少し不思議な話」を語り尽くす！                                                                     | 田中俊行                   | 8月28日           |
| 57                | 怪談？都市伝説？謎が謎をよぶ「少し不思議な話」＝『すこしぎ。』スペシャル！                                                    |                            | 9月4日            |
| 58                | 都市伝説？怪談？少し不思議な話「すこしぎ。」アリマス！                                                                        |                            | 9月11日           |
| 59                | 【㊙現場公開！】バイオレンス・ボイジャー/妖怪シェアハウスの『ゲキメーション作家』宇治茶監督・ゲキメーション制作の裏側を語る！ | 宇治茶                     | 9月18日           |
| 60                | 読み方すらも謎のトラウママンガ「メガマウス4コマ」＆少し不思議話『すこしぎ。』                                                 |                            | 9月25日           |
| 61                | 怪談？幻？謎の少し不思議話『すこしぎ。』                                                                                      |                            | 10月2日           |
| 62                | 【衝撃！】海より深い…サメ料理の世界！                                                                                         |                            | 10月9日           |
| 63                | 【ゲーム業界の摩訶不思議】すこしぎ。ゲーム業界編                                                                              | 映像出演：ファミコンキッド | 10月16日          |
| 64                | 【都市伝説？】世の中動かすあの人も…この人も…実は鮫人だった！                                                                  |                            | 10月23日          |
| 65                | 【都市伝説】あの有名人も〝鮫人〟鮫人の見分け方+すこしぎ。                                                                     |                            | 10月30日          |
| 66                | 【聖地】あの頃の『心斎橋筋2丁目劇場』を愛でマウス！                                                                           |                            | 11月6日           |
| 67                | 【世界初？】サメメイクに挑戦！〜ヨシキリザメ風メイク〜                                                                        |                            | 11月13日          |
| 68                | 【黒歴史?】私の中二病は〇〇でした!                                                                                            |                            | 11月20日          |
| 69                | 【 ゲキメーション制作に挑戦! 】                                                                                               | 宇治茶、田中俊行           | 11月27日          |
| 70                | 【"みえている"動画】完全に指うつってもうてるやん!?少し不思議な話スペシャル!                                                   |                            | 12月4日           |
| 71                | 【サンタ急募】42年間サンタが来たことがありません                                                                              |                            | 12月11日          |
| 72                | 【恋愛相談?!】恋人の後ろにいつも誰かがいます。助けてください。                                                                |                            | 12月18日          |
| 73                | いつバグファン感謝祭‼️おばあちゃんもサンタも来ます！                                                                          | 田中俊行                   | 12月25日          |

| 2021年            | 2021年                                                                                        | 2021年                       | 2021年            |
| 司会：Bugって花井 | 司会：Bugって花井                                                                             | 司会：Bugって花井            | 司会：Bugって花井 |
| #                 | 内容                                                                                          | ゲスト出演者                 | 配信開始          |
| ----------------- | --------------------------------------------------------------------------------------------- | ---------------------------- | ----------------- |
|                   | ー                                                                                            | ー                           | 1月1日            |
| 74                | 【徹底解説】サルでもわかる！すこしぎ。                                                        |                              | 1月8日            |
| 75                | 【今日はゲームだ！】世界初?メガマウスゲームに挑戦しマウス!すこしぎもありマウス!               |                              | 1月15日           |
| 76                | 【ゲーム回】独断と偏見で 今年も花井のゲーム大賞やっちゃいます！すこしぎもありマウス！【前編】 |                              | 1月22日           |
| 77                | 【ゲーム回】独断と偏見で 今年も花井のゲーム大賞やっちゃいます！すこしぎもありマウス！【後編】 |                              | 1月29日           |
| 78                | 【少しじゃない不思議な話】OKOWAでのあの話の完全版!!ちょこっとすこしぎ。                       |                              | 2月5日            |
| 79                | 【声優】新企画！アニメのレギュラー声優に向かってがんばりマウス                                |                              | 2月12日           |
| 80                | 【声優になろう！】メガマウスアイドルがやってみた/後半はすこしぎ。                             |                              | 2月19日           |
| 81                | OKOWA直前スペシャル！！明日の本番に向けての意気込み！                                         |                              | 2月26日           |
| 82                | 【心霊写真!?】華井二等兵が、、、すこしぎな写真大公開！                                        | 華井二等兵                   | 3月5日            |
| 83                | 【声優】オーディションを受けてみよう！/少し不思議な話＝すこしぎ。                             |                              | 3月12日           |
| 84                | 【音声収録】Bugって花井の声がゲームに!?＋少し不思議な話。                                     |                              | 3月19日           |
| 85                | 【漫画】呪術廻戦一巻だけ読みます＋少し不思議な話。                                            |                              | 3月26日           |
| 86                | 【祝】チャンネル開設1周年！ありがとうございマウス!!                                           |                              | 4月2日            |
| 87                | 【講座】声優に必須なボイスサンプルを花井先生が徹底解説!!                                      |                              | 4月9日            |
| 88                | 【訓練】本当にあった声優演技レッスン、コーヒー見えてるの？                                    |                              | 4月16日           |
| 89                | 【衝撃】声でワイングラスを割ってみたらまさかの結果に!!                                        |                              | 4月23日           |
| 90                | 【ゲーム】バグねえの音声入り！メカメガマウスゲームが完成！/少し不思議な話【すこしぎ】         |                              | 4月30日           |
| 91                | バグねえ、母になる                                                                            |                              | 5月7日            |
| 92                | 改めまして、自己紹介スペシャルSP！！4年前の自己紹介動画発掘！                                 |                              | 5月14日           |
| 93                | 【声優】オーディション結果発表〜!!!!!/少し不思議な話【すこしぎ】                              |                              | 5月21日           |
| 94                | 【ガチ相談】声優志望者必見！ファミコンキッドさんの深イイ話/ゲームの少し不思議な話【すこしぎ】 | 映像出演：ファミコンキッド   | 5月28日           |
| 95                | 年上お姉さんのシチュエーションボイス〜添い寝・全肯定〜                                        |                              | 6月4日            |
| 96                | ショタ大集合！！得意な少年声で一言！                                                          |                              | 6月11日           |
| 97                | おもしろかわいい、花井動物園開演! 〜花井と愉快な仲間たち〜                                    |                              | 6月18日           |
| 98                | 見ながら寝落ち？認知シャッフル睡眠ボイス生収録!                                               |                              | 6月25日           |
| 99                | 欠番                                                                                          | ー                           | ー                |
| 100               | 欠番                                                                                          | ー                           | ー                |
| 101               | 欠番                                                                                          | ー                           | ー                |
| 102               | 欠番                                                                                          | ー                           | ー                |
| 103               | 配信100回超えたのでお祝いしマウス! ～生まれ育った街「十三」特集～                             |                              | 7月2日            |
| 104               | 【音痴必見】音大卒！魅惑のボイストレーニング                                                  | ようよう                     | 7月9日            |
| 105               | 【声優】オーディション探し!!!                                                                 |                              | 7月16日           |
| 106               | 【〇〇娘？】オリジナル？ゲームのキャラクターを考えマウス!                                     |                              | 7月23日           |
| 107               | 【SAY-U】声優アプリでアフレコに挑戦！                                                         |                              | 7月30日           |
| 108               | 声優返り咲きに向けての活動報告                                                                |                              | 8月6日            |
| 109               | オンライン花火大会開催!!!                                                                     |                              | 8月13日           |
| 110               | チャンネル登録者数1000人記念！！ライブやっちゃいますSP                                        |                              | 8月20日           |
| 111               | お誕生日前夜祭🎂芸能人からお祝いメッセージが!?                                                |                              | 8月27日           |
| 112               | 【オーディションに受かろう！】好感度アップビューラーなしでぱっちりまつげメイク術💄【声優】    |                              | 9月3日            |
| 113               | 【ラジオ】FRIDAY CHILL OUT RADIO                                                              |                              | 9月10日           |
| 114               | 【史上初！】秋の梨剥き怪談                                                                    |                              | 9月17日           |
| 115               | 【スズムシ】秋の虫、捕まえてみた                                                              |                              | 9月24日           |
| 116               | 今日わたし、泣いてもいいですか？                                                              |                              | 10月1日           |
| 117               | 【声優】メガマウスディスコゲーム音声公開収録！                                                |                              | 10月8日           |
| 118               | 【体験】トラウマ病み系声優のカウンセリングレポート                                            |                              | 10月15日          |
| 119               | 【推しキャラ】キャラクターを学ぼう〜サンリオ編〜                                              |                              | 10月22日          |
| 120               | 【ハロウィン】ジャックオランタンを作りながら怪談話してみた                                    |                              | 10月29日          |
| 121               | 【パートナー】みなさんにもいるはず、大切なぬいぐるみ紹介します                                |                              | 11月5日           |
| 122               | 【芸術の秋】ゲストに宇治茶監督＆田中俊行さんを迎えて一緒にドローイング                        | 宇治茶（映像出演：田中俊行） | 11月12日          |
| 123               | 【超能力】あなたは信じますか？一緒に挑戦してみよう                                            |                              | 11月19日          |
| 124               | 【メイドカフェ】2000年代…あの頃の秋葉原を大暴露！【地下アイドル】                             |                              | 11月26日          |
| 125               | 【ベスト3】ゲーム？お酒？コンビニ？なんでも順位づけ！                                         |                              | 12月3日           |
| 126               | 【ドリームマッチ】猫VSラーメン 勝つのはどっちだ！                                             |                              | 12月10日          |
| 127               | 【反省会】クリスマスリースを作りながら2021年を振り返ろう                                      |                              | 12月17日          |
| 128               | 【クリスマスイブ】サンタ試験に挑戦してみた                                                    |                              | 12月24日          |
| 129               | 【いつバグ】松原タニシのおそうしきの裏で生配信！                                              | 松原タニシのおそうしき出演者 | 12月31日          |

| 2022年            | 2022年            | 2022年            | 2022年            |
| 司会：Bugって花井 | 司会：Bugって花井 | 司会：Bugって花井 | 司会：Bugって花井 |
| #                 | 内容              | ゲスト出演者      | 配信開始          |
| ----------------- | ----------------- | ----------------- | ----------------- |
| 130               |                   |                   |                   |
|                   |                   |                   |                   |

### ラミズム★
配信時間：毎月第1火曜日 22:00 から
| 2017年 - 2019年 | 2017年 - 2019年                                               | 2017年 - 2019年              | 2017年 - 2019年 |
| 司会：ラミー    | 司会：ラミー                                                  | 司会：ラミー                 | 司会：ラミー    |
| #               | 内容                                                          | ゲスト出演者                 | 配信開始        |
| 2017年          | 2017年                                                        | 2017年                       | 2017年          |
| --------------- | ------------------------------------------------------------- | ---------------------------- | --------------- |
| 1               | ラミーと竹内義和が『○○○』を語る！                             | 竹内義和                     | 7月23日         |
| 2               | ラミー×竹内義和「○○○トーク」第2章                             | 竹内義和                     | 7月27日         |
| 3               | 「人生最悪の○○○話」ラミー×竹内義和 完結編                     | 竹内義和                     | 8月19日         |
| 4               | 『クリトリック・リス』スギム×ラミー【毛】を語り尽くす【前編】 | スギム（クリトリック・リス） | 8月26日         |
| 2019年          |                                                               |                              |                 |
| 5               | 『クリトリック・リス』スギム×ラミー【毛】を語り尽くす【後編】 | スギム                       | 11月5日         |
|                 | もう途中でやめま宣言！決起集会！【公開生配信】                | 三好和也、七野ヒロユキ       | 11月12日        |
| 6               | 『発泡酒』を飲み比べ！ラミー×スズキナオwith田中俊行           | スズキナオ、田中俊行         | 11月19日        |
|                 | ラミズムLIVE!：緊急生配信                                     |                              | 11月26日        |
| 7               | 発泡酒20種類をメシ通ライター推薦おつまみで飲み比べ②           | スズキナオ、田中俊行         | 12月3日         |
| 8               | 発泡酒20種類をギョーザと下ネタ肴に飲みくらべ③                 | スズキナオ、田中俊行         | 12月10日        |
| 9               | ジャンプ漫画家が語る！マンガが思春期に与えた衝撃              | 凸ノ高秀                     | 12月17日        |
| 10              | ジャンプ漫画家が語る！続・マンガが思春期に与えた衝撃          | 凸ノ高秀                     | 12月24日        |

| 2020年       | 2020年                                                                                   | 2020年                            | 2020年       |
| 司会：ラミー | 司会：ラミー                                                                             | 司会：ラミー                      | 司会：ラミー |
| #            | 内容                                                                                     | ゲスト出演者                      | 配信開始     |
| ------------ | ---------------------------------------------------------------------------------------- | --------------------------------- | ------------ |
|              | ＼生配信／遂に発表！ラミズムT＆ラミズムステッカーデザイン                                | 三好和也                          | 1月7日       |
| 11           | テーマはズバリ「チ○コ」その①                                                             | 佐伯誠之助                        | 1月14日      |
| 12           | 真剣に「ナニ」について引き続きアレコレ語り合います                                       | 佐伯誠之助                        | 1月21日      |
|              | 今さら聞けないラミーの謎を徹底解明『QUIZラミーに首ったけ♥』                              | 三好和也                          | 1月28日      |
|              | ラミズム★Live in TOKYO                                                                   | 三好和也、木村茂之                | 2月4日       |
|              | 酒に飲まれる3人が推す〝私史上No.1酒アテ〟とは『最強の酒アテ大戦』                        | スギム、スズキナオ                | 2月11日      |
|              | セブ島で財布紛失！ラミー救出大作戦発動!!                                                 | 三好和也                          | 2月18日      |
|              | 留学先で財布紛失！ セブ島無一文生活中継                                                  | 三好和也                          | 2月25日      |
| 13           | 元男性ラミーちゃんがメイクを学ぶ〜準備編〜                                               | 島田幸希                          | 3月3日       |
|              | セブ島で財布を盗まれ無一文！ラミッ娘のカンパは届いたか？報告会                           | 三好和也、MC POYANA（UNDERHAIRZ） | 3月10日      |
|              | セブ島で財布盗難からの生還…ラミー帰国報告スペシャル！                                    | 三好和也                          | 3月17日      |
| 14           | 【これが正解】本当の目元メイク                                                           | 島田幸希                          | 3月24日      |
|              | 『ラミー様…これやってっ！ラミーにリクエストスペシャル』                                  | 三好和也、松原タニシ、華井二等兵  | 3月31日      |
|              | お悩み解決力バトル                                                                       | 三好和也                          | 4月7日       |
| 15           | 「メイクが苦手っ！」元・男子のラミーがプロのテクで大変身！                               | 島田幸希                          | 4月14日      |
|              | そもそもラミーって…誰？ その① 誕生編                                                     | 三好和也                          | 4月21日      |
|              | 女装時代から一転…就職を気に男の装いに…そもそもラミーって誰？②                            | 三好和也                          | 4月28日      |
|              | ラミーが＜男→女＞性転換手術を決意した意外な理由とは…端午の節句にラミーって誰？③          | 三好和也                          | 5月5日       |
|              | 【緊急企画】下ネタラップアイドル『UNDERHAIRZ』屈指の〝クズリリック〟をラミーが解説！     | 三好和也                          | 5月12日      |
|              | 元男→そして女へ。でも、どっちだって自由でしょ？『てか、そもそもラミーって、誰？④』       | 三好和也                          | 5月19日      |
|              | UNDERHAIRZの〝恥〟歴史をラミー本人が紐解く！                                             | 三好和也                          | 5月26日      |
|              | UNDERHAIRZの〝恥〟歴史をラミー本人が紐解く②                                              | 三好和也                          | 6月2日       |
|              | UNDERHAIRZがスタジオに勢揃い！【9時ダョ！UNDERHAIRZ全員集合！】                          | UNDERHAIRZ                        | 6月9日       |
|              | 「ラミ散歩」練習編                                                                       | 三好和也                          | 6月16日      |
|              | ラミーwith石野桜子姉さん「ラミ散歩①〜石野桜子編〜」                                      | 石野桜子、三好和也                | 6月23日      |
|              | 事故物件住みます芸人 松原タニシ×ラミー の『サシノミ。』                                  | 松原タニシ                        | 6月30日      |
|              | ラミー×石野桜子姉さん「七夕の日に〝依存〟を語る」                                        | 石野桜子                          | 7月7日       |
|              | アイドルラップユニット・UNDERHAIRZ ラミーと宮城ゆか「ラミ散歩②〜恋愛祈願編〜」           | 宮城ゆか                          | 7月14日      |
|              | 代走みつくにが爆笑ギャグの作り方、教えます『こうなったらラミギャグを作ろう』             | 代走みつくに                      | 7月21日      |
| 16           | 子供の頃にハマったものを、同級生2人で語り合います                                        | ぶっちょカシワギ                  | 7月28日      |
|              | UNDERHAIRZ ラミー×藤本ぽやな【ラミ散歩③】〜地獄谷編〜                                    | 藤本ぽやな                        | 8月4日       |
|              | 【黒歴史えぐり♥】『昔うっかり描いた私マンガは、なぜ100％黒歴史なのか？』                 | 藤本ぽやな                        | 8月11日      |
|              | SDガンダム消しゴム&メンコを愛でた80〜90年代の子供達に捧ぐ…『ぶっちょ君遊ぼっ②』          | ぶっちょカシワギ                  | 8月18日      |
|              | UNDERHAIRZ ラミーと〝ぼん〟下山Dが「ラミ散歩〜思い出旅情編〜」                           | 下山泰三                          | 8月25日      |
|              | 【プロがレクチャー】インディーズアイドルが売れるために必要なコト！                       | 南波一海                          | 9月1日       |
|              | 【実は怖い話？】「あつ森」…「事故物件 恐い間取り」…深夜徘徊…ラミーの〝闇行動〟の理由とは | 三好和也                          | 9月8日       |
|              | 異色の美女泥酔マッチアップ！八幡愛vsラミー『サシノミ。』                                 | 八幡愛                            | 9月15日      |
|              | 奥深き昭和ラブホの世界『昭和遺産ラブホテル愛』を語らう♥/逢根あまみ×ラミー                | 逢根あまみ                        | 9月22日      |
|              | 【人気ラーメン店】「麺屋 丈六」その味の秘密をラーメン食べながら…店主本人にゆる〜く訊く！ | 麺屋丈六 店主                     | 9月29日      |
|              | 【レジェンド登場】決め打ちの神！サイキッカー達のアニキ！竹内義和とサシノミ。             | 竹内義和                          | 10月6日      |
|              | トランスジェンダー当事者が答える『LGBTって何？色んな性別について話そう』                 | 遠藤まめた                        | 10月13日     |
|              | 下ネタRAPアイドル「UNDERHAIRZ」勢揃い！【9時ダョ！UNDERHAIRZまた全員集合！】             | UNDERHAIRZ                        | 10月20日     |
|              | 【ラミッ娘へガチ相談】私は次にどこへ行く？                                               | 三好和也                          | 10月27日     |
|              | 【監督×ラミー『映画』をテーマに語りましょう！】                                          | 西尾孔志                          | 11月3日      |
|              | 【可愛すぎる猫写真を愛でよう♥】                                                          |                                   | 11月10日     |
|              | 【My猫を愛でる♥】今夜は全部トントン                                                      |                                   | 11月17日     |
|              | ラミーとスズキナオさん【ラミ散歩⑤〜瓢箪山編〜】                                          | スズキナオ                        | 11月24日     |
|              | 【モンハン・ストZERO3】元カプコン・小嶋慎太郎 vs ラミー                                  | 小嶋慎太郎                        | 12月1日      |
|              | 【時短営業中の裏なんば】ラミーのバイト先 味園ビルの深夜喫茶『銭ゲバ』中継                | ムヤニー（銭ゲバ）                | 12月8日      |
|              | 【激論！】どうなる!?ラミーの年末年始                                                     | 三好和也                          | 12月15日     |
|              | アンダーヘアーズのクリ●●スパーティ☆                                                      | UNDERHAIRZ                        | 12月22日     |
|              | 〝下○●アリでピーはナシ！〟『質問全部即回答』                                             |                                   | 12月29日     |

| 2021年       | 2021年                                                                                 | 2021年             | 2021年       |
| 司会：ラミー | 司会：ラミー                                                                           | 司会：ラミー       | 司会：ラミー |
| #            | 内容                                                                                   | ゲスト出演者       | 配信開始     |
| ------------ | -------------------------------------------------------------------------------------- | ------------------ | ------------ |
|              | あんなことまで…文字にしちゃいます！【ラミ文字を書くぞ！】                              | 竹内義和           | 1月5日       |
|              | 【時短営業中の裏なんば】赤犬・リシュウの店『マンティコア』中継                         | リシュウ（赤犬）   | 1月12日      |
|              | ぽやな&ラミーの UNDERHAIRZ 音源解説♪                                                   | 藤本ぽやな         | 1月19日      |
|              | 【メイク】子持ちのおっさんが巡音ルカになるまで                                         | 下山泰三           | 1月26日      |
|              | 【興味本位歓迎】性転換手術をしての性行為の話                                           |                    | 2月2日       |
|              | 【LGB（T）】なんでも性転換漫談！痴漢を受けた時声を出さなかった話                       |                    | 2月9日       |
|              | 【恋愛】MtF・ニューハーフと付き合うこと                                                |                    | 2月16日      |
|              | MTFトランスが話す「おしり」の話                                                        |                    | 2月23日      |
|              | 【松原タニシ】初体験の子は鳩胸すぎて、両乳首の距離30cm？ピュアから性癖まで暴露祭！     | 松原タニシ         | 3月2日       |
|              | 【恋愛遍歴】「俺ちっちゃいから入るよ！大丈夫！」アピールをしてくるやつ何なんw          |                    | 3月9日       |
|              | ー                                                                                     | ー                 | 3月16日      |
|              | 元男の子の私のトリセツ【自己紹介】                                                     |                    | 3月23日      |
|              | 【性転換】中学生から女性化。親に頼らず女性化するには？                                 | モカ               | 3月30日      |
|              | パンパカパーン パンパンパン パンパカパーン                                             |                    | 4月6日       |
|              | 12階から飛び降りた時の感覚は？【○○未遂】                                               | モカ               | 4月13日      |
|              | 【MTF】勉強になる？ニューハーフ反面教師【トランス】                                    |                    | 4月20日      |
|              | 老若男女の黒歴史集めました【閲覧注意】                                                 |                    | 4月27日      |
|              | 【興味本位歓迎】性転換手術の膣は、処女膜あるの？                                       |                    | 5月4日       |
|              | 見た目が女に。外見の変化で大きく変わる怖いこと【HARD-OKOWA】                           | 大島薫             | 5月25日      |
|              | 【性転換】女になってもおじさんになっちゃう？おじさんオカルトコレクター田中俊行と比較。 | 田中俊行           | 6月1日       |
|              | 【激痩せ】-46kg！芸人が本気でダイエットした結果・・                                    | ガリガリガリクソン | 7月6日       |
|              | 【男→女】性別移行の流れを当時の日記とともに詳しく語る第2回【性転換】                   |                    | 8月3日       |
|              | 【男→女】性別移行の流れを当時の日記とともに詳しく語る第3回❗️🦄【性転換】               |                    | 8月10日      |
|              | 【男→女】性別移行の流れを当時の日記とともに詳しく語る第４回❗️🦄【性転換】              |                    | 8月17日      |
|              | 何歳からでも始められるアンチエイジング術！                                             |                    | 8月24日      |
|              | ヤ●マンへの質問に、元男子が答えたら完全アウトな内容に…⁉️                               |                    | 9月7日       |
|              | 【心理テスト】みんなも一緒にやってみてね                                               |                    | 10月5日      |
|              | ラミ散歩⑥〜大阪市 中之島編〜                                                           |                    | 10月12日     |
|              | 【生配信】大阪でチラシ配ったらまさかの反響!?                                           |                    | 10月26日     |
|              | 【料理配信】タイの味を再現⁉️                                                           |                    | 11月2日      |
|              | 『ニューハーフ僧侶 セクシー女優かとうれいさんとお会いした日の裏話』                    |                    | 12月7日      |

| 2022年       | 2022年       | 2022年       | 2022年       |
| 司会：ラミー | 司会：ラミー | 司会：ラミー | 司会：ラミー |
| #            | 内容         | ゲスト出演者 | 配信開始     |
| ------------ | ------------ | ------------ | ------------ |
|              |              |              |              |
|              |              |              |              |

## 主な企画
★：公開イベント

### OKOWA
2020年1月25日に、COOL JAPAN PARK OSAKA SSホールで完全クローズド（配信なし）のOKOWAフェスティバルが開催される。
（258回）★『OKOWAフェス2020』怖談師が総出演！怖話続出の『スペシャル楽屋配信』

### 笑えない話
シャレにならない、笑いごとでは済まない、ドン引きする話を披露する企画。面白くないという意味ではない。
（32回）笑えない話
（66回）ゼッタイに笑えない シャレにならん話の夜宴 笑えない話2
（82回）★クスリとも笑えナイト！ドン引き話でSilent Night
（100回）★不謹慎！暴露！ドン引き話の応酬！【笑えない話グランプリ2017】
（118回）ドン引き＆絶句の不謹慎トーク『笑えない話3』
（165回）関東vs関西『遂に復活♥笑えない下○○！2nd』
（171回）番外編【笑えなき戦い〜梅松死闘編〜】
（213回）豪華メンバー集結！『笑えない話4』
（260回）笑いゴトじゃ済まない…ドン引き話の応酬『笑えない話5』

### 年越し○○時間生配信
12月30日から1月1日 1:00まで年越し生配信を行う。
（2017年：特番、27時間）★年越しLive!！108つの『お』話スペシャル！
（2018年：190回 - 200回、27時間）祝！おちゅーん200回 27時間で生配信するぞスペシャル！
（2019年：特番、30時間）★今夜は30PARTY
（2020年：特番、14時間）タニシ組vs美穂組 年越し松原大戦
（2021年：12月31日に「★松原タニシのおそうしき」イベントを開催（有料配信のみ）した為、長時間配信は無し）

### その他
ひとりかくれんぼ
和歌山県にある泊まれる廃墟「七洋園」で、Apsu Shusei主催のオールナイトイベントが行われ、別室を使用して変則ひとりかくれんぼを行う。
（119回）★Wひとりかくれんぼ in 泊まれる廃墟
ピン下一武道会
11月11日は「ピン芸人の日」と勝手に決めて、関西個性派ピン芸人の頂点を決める大会。ネタ時間は1回戦2分、以降3分、優勝商品は、おちゅーんLIVE!の企画1回自由にできる権利。
（128回）★関西個性派ピン芸人No.1決定戦！【ピン下一武道会】
あべ1グランプリ
2013年怪談グランプリで優勝した田中俊行の怪談「あべこべ」、本人よりも怖く話せるのは誰かを決める。
（174回）★実力派怪談士達が名作怪談「あべこべ」をカヴァー！【あべ1グランプリ】
作って！めくって！オカルトカルタ
石川県の白峰にある山和荘別館で行われた、Apsu Shusei主催のオールナイトイベントから生配信を行う。
（252回）★世界初！怪談師がカルタに!?【作って！めくって！オカルトカルタ】
おちゅフェス
番組開始5周年を記念して2020年12月26日にアゼリア大正ホールでイベントを行う。
（ー）★おちゅーん5周年記念 おちゅフェスアフターパーティ

## スタッフ
- 構成：くらやん、七野ヒロユキ、梶彰仁、兵頭裕、星野さくら、山崎恵莉子、藤井直樹、両角貴正、小舟浩然、稲葉俊介
- 撮影：和田卓、三丸真功、小川明香、寺西一華、網本櫻、小林沙央里、高見謡
- 配信：深川正英、木村甲太郎
- ディレクター：下山泰三
- プロデューサー：三好和也
- 企画・制作：ちゅるんカンパニー